# Biserica medievală din Șmig
Biserica evanghelică din Șmig este un monument istoric aflat pe teritoriul satului Șmig, comuna Alma.

## Localitatea
De la prima atestare, 1317, satul Șmig (germ. Schmiegen, mag. Somogyom) este menționat în forma possesio Sumugun
(1317), terra seu possesio Symyg (1325), Sumugy (1352)[1],
possesio Sumugyon (1389) Somog (1392), Somogu (1395)[2],
Somogyon (1587-1589 – în Adatok a dezsma fejedelemségkori
adminisztráción jahóz – Date cu privire la administrarea dijmelor pe timpul principatului, Cluj, 1945), Smig (1733 – în conscriptia Klein), Somogyon (1760-1762 – în conscripția Buccow), Smiegen (1850 – în Statistica Transilvaniei din
1830 și 1850), Somogyom, Schmiegen, Smig (1854 - în Buletinul Guberniului Provinciale pentru Marele Principat Transilvania).
Așezarea era numită de sași Schmiegen, probabil cu semnificația a șerpui, a îndoi,
a mlădia, datorită văii care se îndoaie ca un șarpe printre șirurile de dealuri.

## Biserica evanghelică

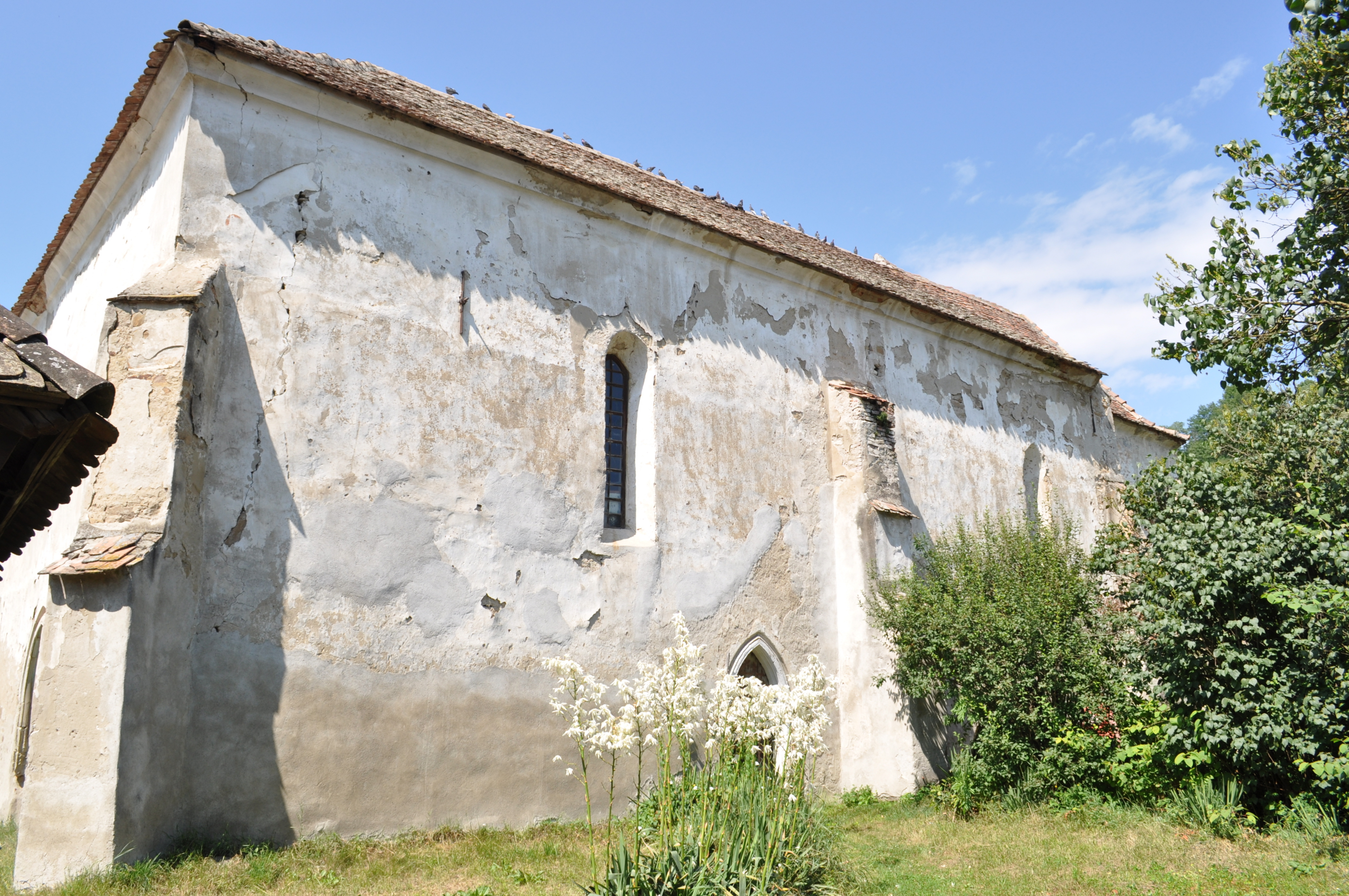
Biserica evanghelică din Șmig, foto: iulie 2016.

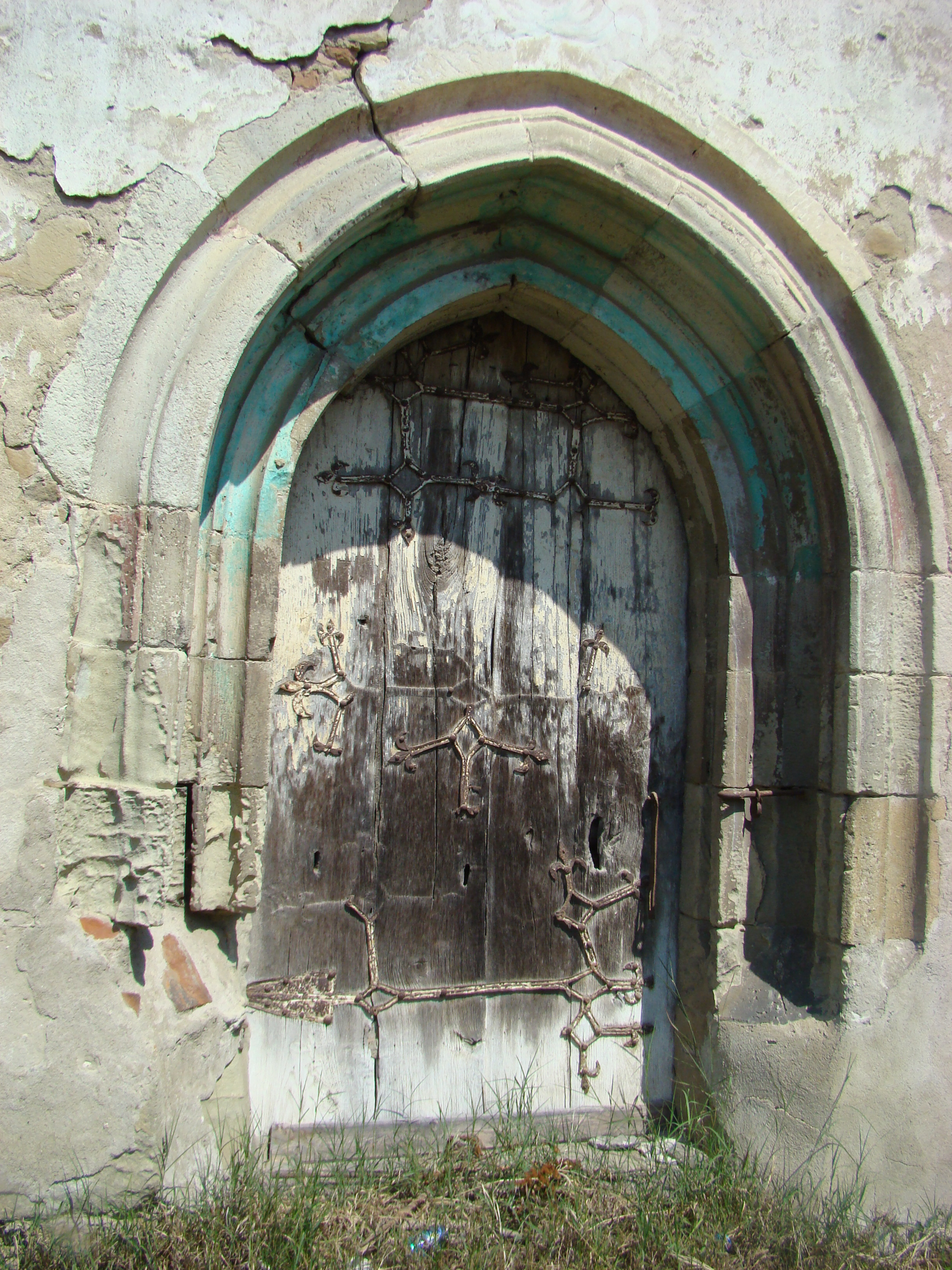
Portalul fațadei de vest

Sașii din Șmig au construit în Evul mediu o biserică, azi monument istoric, a cărei vechime coboară dincolo de granițele secolului al XIV-lea. Unii cercetători consideră ca prima biserică a fost realizată în secolul al XIV-lea, ea fiind refăcută în secolul următor. Pentru această interpretare pledează un document datat 1390, care amintește de parochialis ecclesie beatae Mariae virginis de Somogyom. Ultima intervenție substanțială asupra lăcașului de cult datează din anul 1846. 

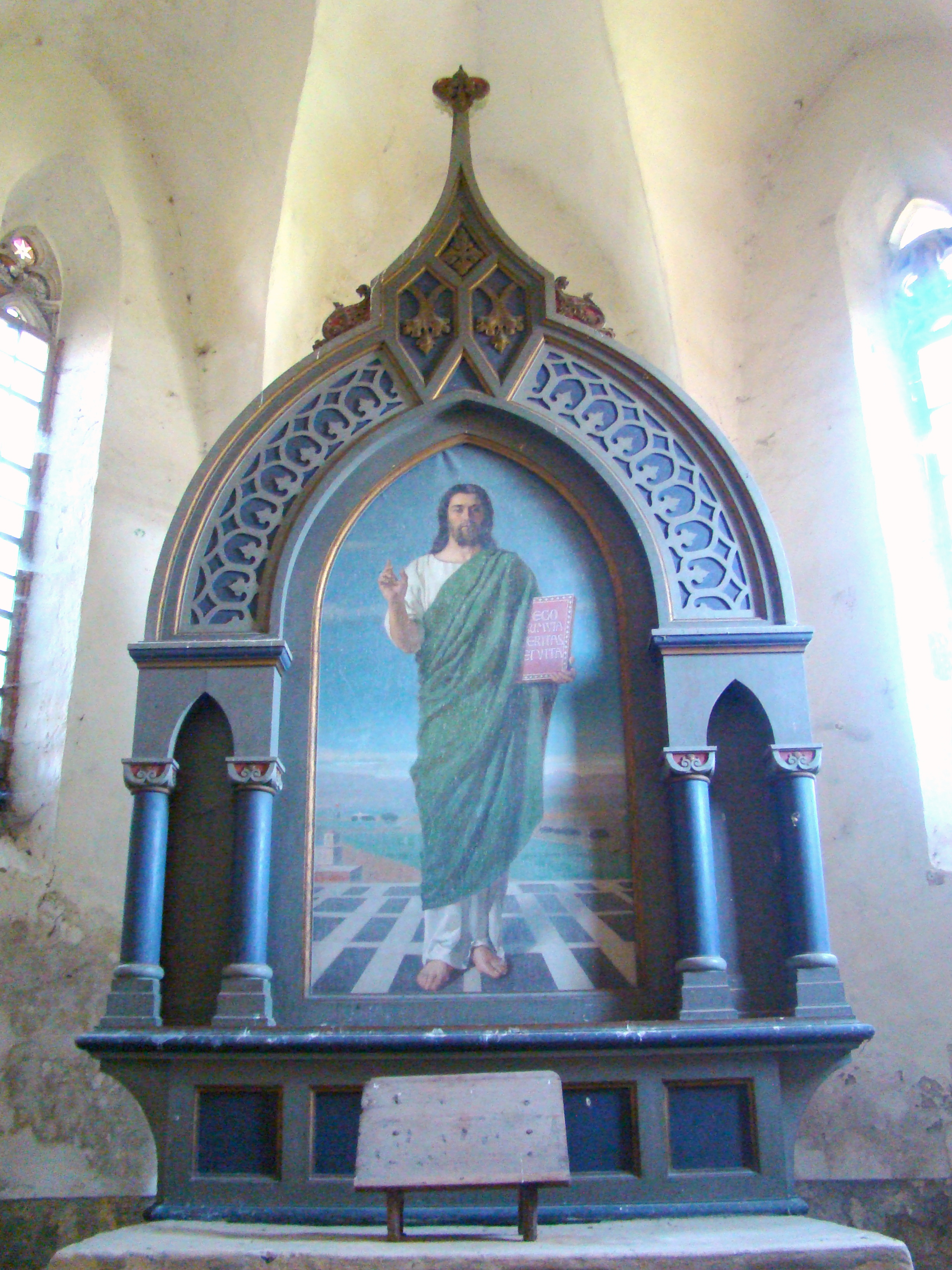
Altarul bisericii evanghelice din Smig

Realizată în stil gotic târziu, biserica fostă Sfânta Maria are formă simplă și este compusă din navă și cor. Prezintă însă o serie de particularități care-i dau autenticitate. Aceste tipuri de construcții se găsesc peste tot în lumea sașilor acolo unde constructorii mici și fără pretenții le-au înălțat. Portalul principal al fațadei de vest și cel de pe peretele sudic, terminate în arc frânt, constituie tot ce au putut realiza mai bun meșterii pietrari din această zonă. Interesant este că, în ciuda proporțiilor reduse ale bisericii, nu s-a știrbit nimic din înălțimea navei. Nava este întărită la exterior printr-o succesiune de contraforți în trepte, doi perpendiculari pe colțurile fațadei principale și câte doi pe fiecare latură. Pe peretele sudic s-au practicat două ferestre înalte și înguste, terminate în arc frânt, care valorifică armonios și simetric spațiul dintre contraforții exteriori. Corul poligonal are patru ferestre similare cu cele ale navei, terminate în arc frânt. Rozetele din partea superioară a ferestrelor corului apar în adevărata lor splendoare ornamentală, fără a sancționa în vreun fel restul construcției. Dimpotrivă, modalitatea lor de realizare oferă bisericuței din Șmig o formă superioară. Corul este neobișnuit de mic la interior, dar boltit ingenios. 

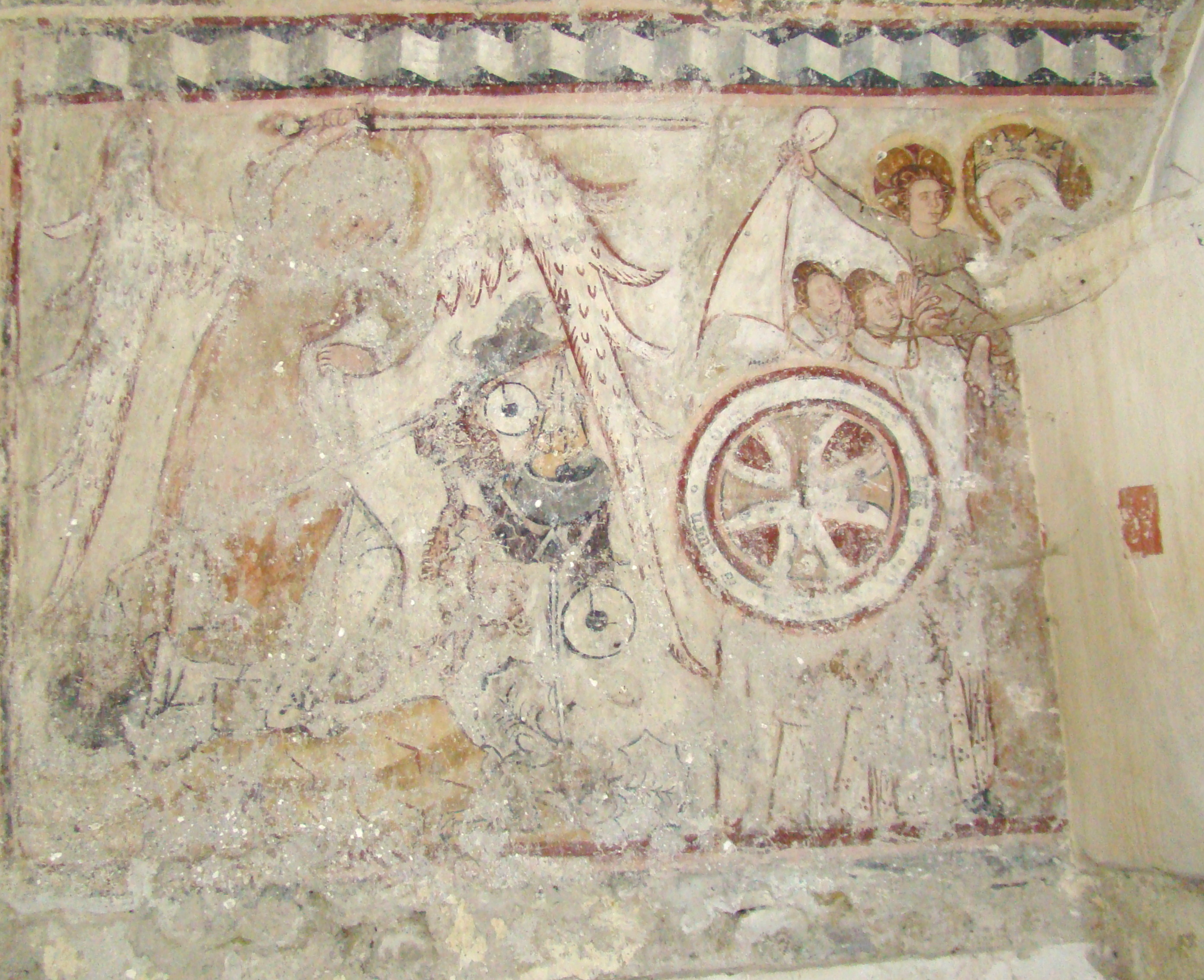
Fragment de pictură parietală decapat de sub tencuială în urma lucrărilor de renovare

Amplasarea lui mai jos decât de obicei a dus la apariția unui arc de cerc extins care îl separă de navă. Includerea unor contraforți în interiorul navei era necesară datorită extinderii bolții.
Pictura murală, care împodobea pereții interiori ai edificiului, a fost scoasă la iveală o dată cu renovarea. Din 1515-1520 datează altarul bisericii evanghelice din Șmig, aflat o vreme în patrimoniul Muzeului din Sighișoara. Din 1956 se află la Muzeul Național de Artă din București.

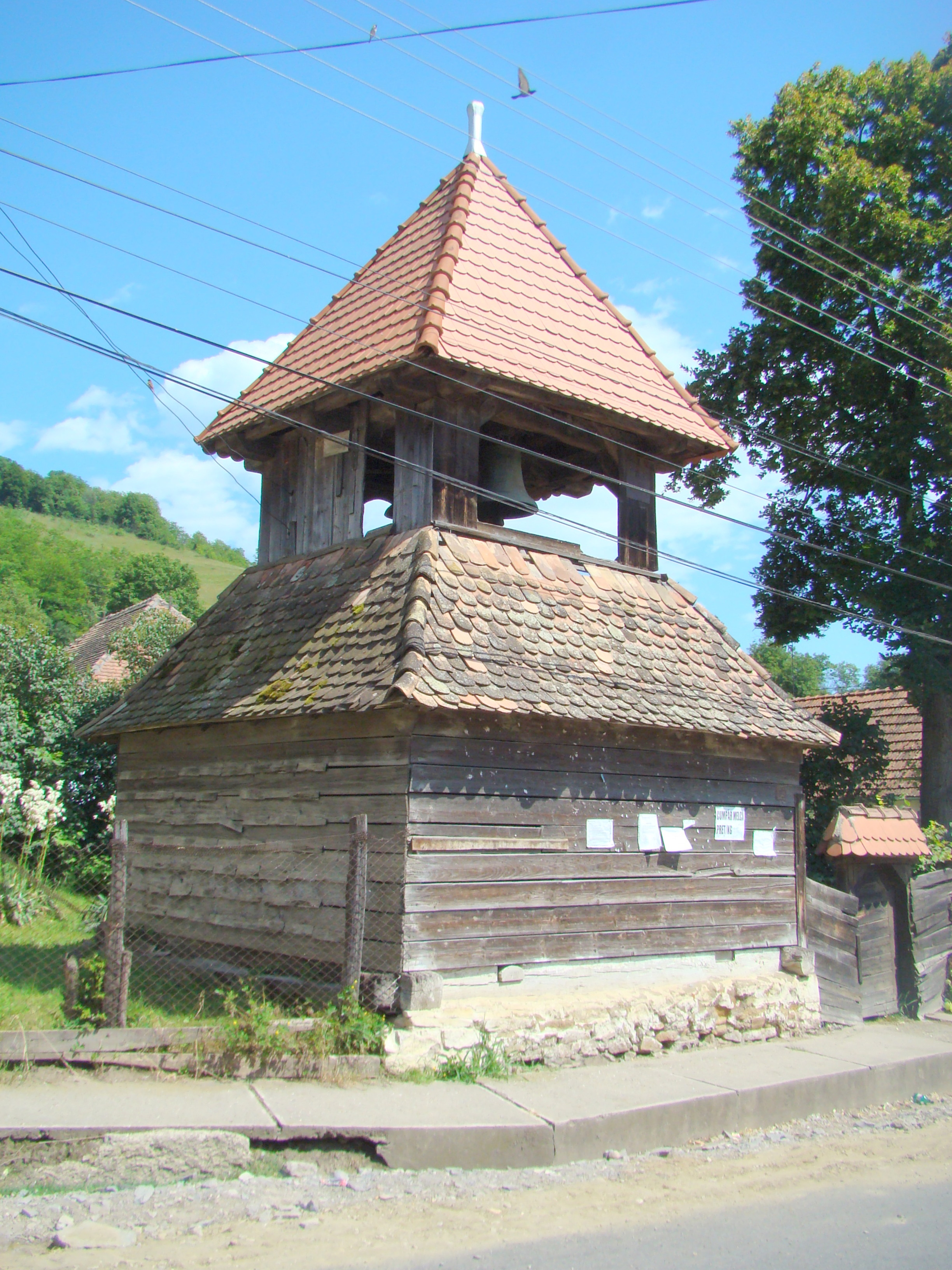
Turnul clopotniță din lemn aflat la sud de biserică

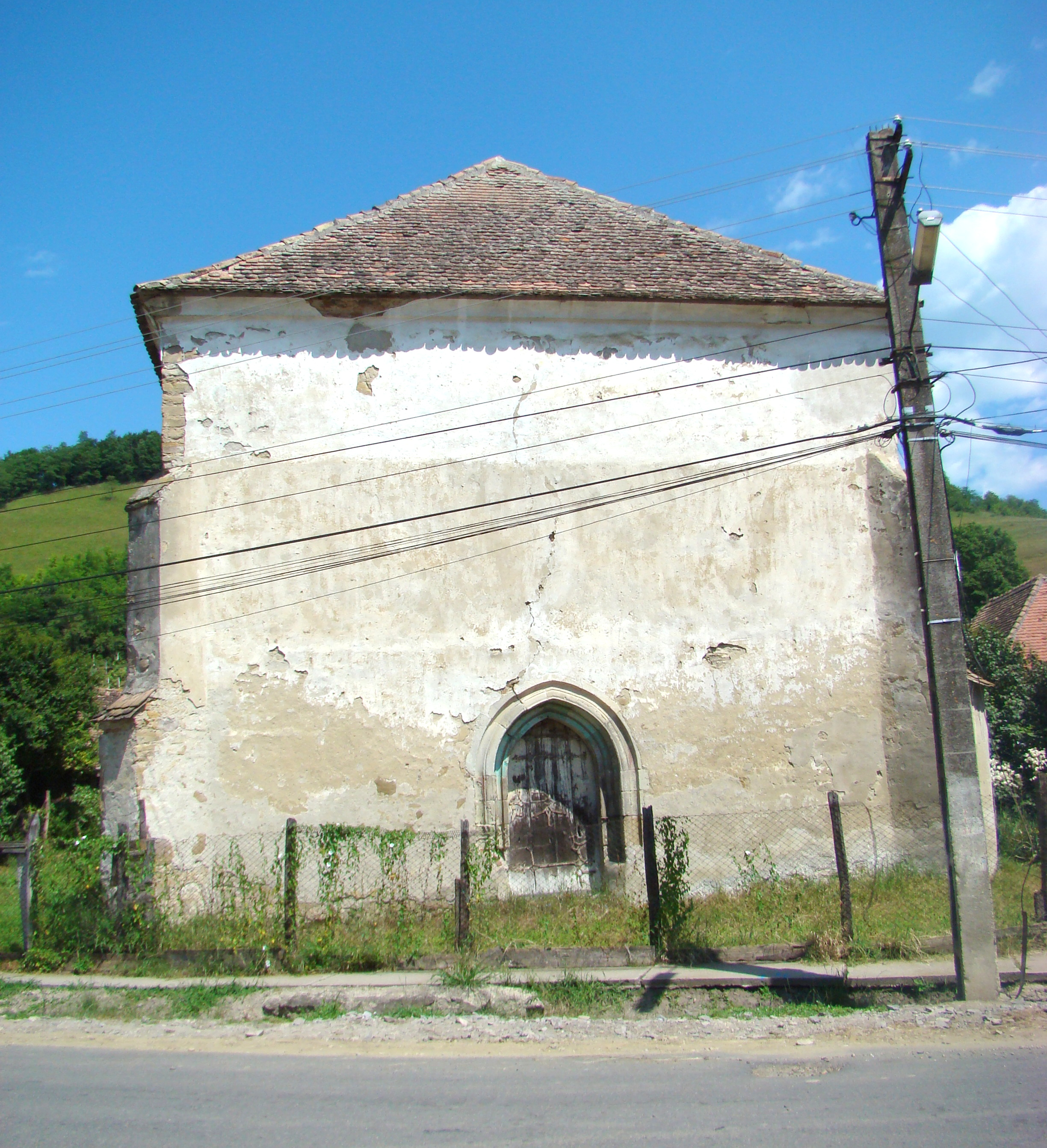
Biserica (vest)

El se compune dintr-un scrin central, încadrat de două tablouri fixe, două aripi fixe, două canaturi mobile și o predelă. Scrinul conține o figură de Madonă zveltă, drapată cu o mantie dispusă în două grupuri de falduri, pornind de la brațul stâng pe care ține pruncul. Astfel, liniile converg către micul Isus. Caracteristic este că faldurile lungi, dominante, sunt întrerupte, în diferite puncte, de jocul cutelor mărunte, ecouri ale modului de realizare a drapajului din faza manierismului . Pe tablourile din jurul scrinului sunt identificabili: Sfânta Ana, Sfântul Gheorghe, Sfânta Margareta și regele Ștefan. Laturile interioare ale canaturilor poartă scenele Bunavestirea, Nașterea și Închinarea magilor. În exterior și pe laturile fixe sunt zugrăvite opt scene din Patimi: Cina, Muntele măslinilor, Biciuirea, Încoronarea cu spini, Ducerea crucii, Răstignirea, Luarea de pe cruce și Învierea. Pe predelă este reprezentată Despărțirea lui Isus de Maria, scenă așezată într-un peisaj bogat, copiat după o stampă a lui Albrecht Dürer. Interiorul bisericii găzduiește acum un altar realizat în 1909, care a înlocuit altarul din secolul al XVI-lea. În cor se află piatra funerară a lui Ioannis Tordai, cu inscripție în limba latină.
La sud de biserică se găsește un turn clopotniță din lemn, în care se păstrează două clopote medievale databile în secolul XVI. Ele sunt adevărate capodopere artistice pentru puterea de producție din acea vreme. Pe unul dintre ele s-a scris în relief, cu majuscule O rex gloriae veni cum. Tot la sud de lăcașul de cult se află clădirea fostei școli confesionale evanghelice, azi biserică greco-catolică, și casa parohială construită, în 1871, de meșterul Johann Gunn, cu sprijinul Asociației Gustav Adolf, așa cum reiese de pe placa aflată pe fațada vestică. Dintr-un inventar al bisericii luterane, reiese că, în 30 noiembrie 1928, parohia deținea în lăcașul de cult o strană, 14 bănci, patru lustre, un harmonium, un potir și un pahar iar în școală trei bănci, o hartă și patru tablouri.
Pastorii care au slujit în biserica evanghelică din această comunitate în primul secol de la reforma religioasă sunt vag cunoscuți. Documentele păstrate amintesc de Johann Zingeli, prin anul 1675, Johann Czekelius - 1681, Michael Weber - 1694 și Michael Henrici - 1708. Acesta din urmă a murit în acest an - 1708. După această dată, șirul lor este cunoscut cu certitudine. Lui Michael Henrici îi urmează Johann Fabritius, care activează la biserica din Șmig în perioada 1708-1711, după ce anterior a fost diacon. Predicatorul Daniel Heinrichius vine la biserica evanghelică din Șmig în anul 1711 și rămâne până la moartea sa, survenită în anul 1744. Este urmat de Thomas Gutt I (1744-1759) și Thomas Gutt al II-lea (1759-1769). În perioada următoare pastori ai bisericii evanghelice au fost Johann Bell1770-1775), Stefan Schuster (1775-1776), Stefan Seivert (1776-1783). Daniel Schmidt, care își începe activitatea în comunitatea evaghelică în 1784 și rămâne în Șmig până în 1817. După el, activează perioade mai scurte Michael Zenn (1817-1823) și Johann Keltermann (1823-1830). Următorii doi s-au aflat în fruntea comunității evanghelice până la moartea lor: Martin Caspari (1830–23.07.1853) și Michael Jobi (1853-05.09.1867). Ultimii doi pastori care și-au legat numele de Șmig sunt Johann Schuster (1867-1881) și Andreas Mild (1881-1901). Cel din urmă a activat înainte de a veni la Șmig în Giacăș și Mediaș. Ca filie a parohiilor din Bratei și apoi din Dârlos, comunitatea evanghelică din Șmig a fost păstorită în perioada interbelică de preoții Michael Orendi și Martin Bucholzer. Epitrop a fost Wilhelm Seiler, iar curator Gustav Müller.

## Imagini din exterior

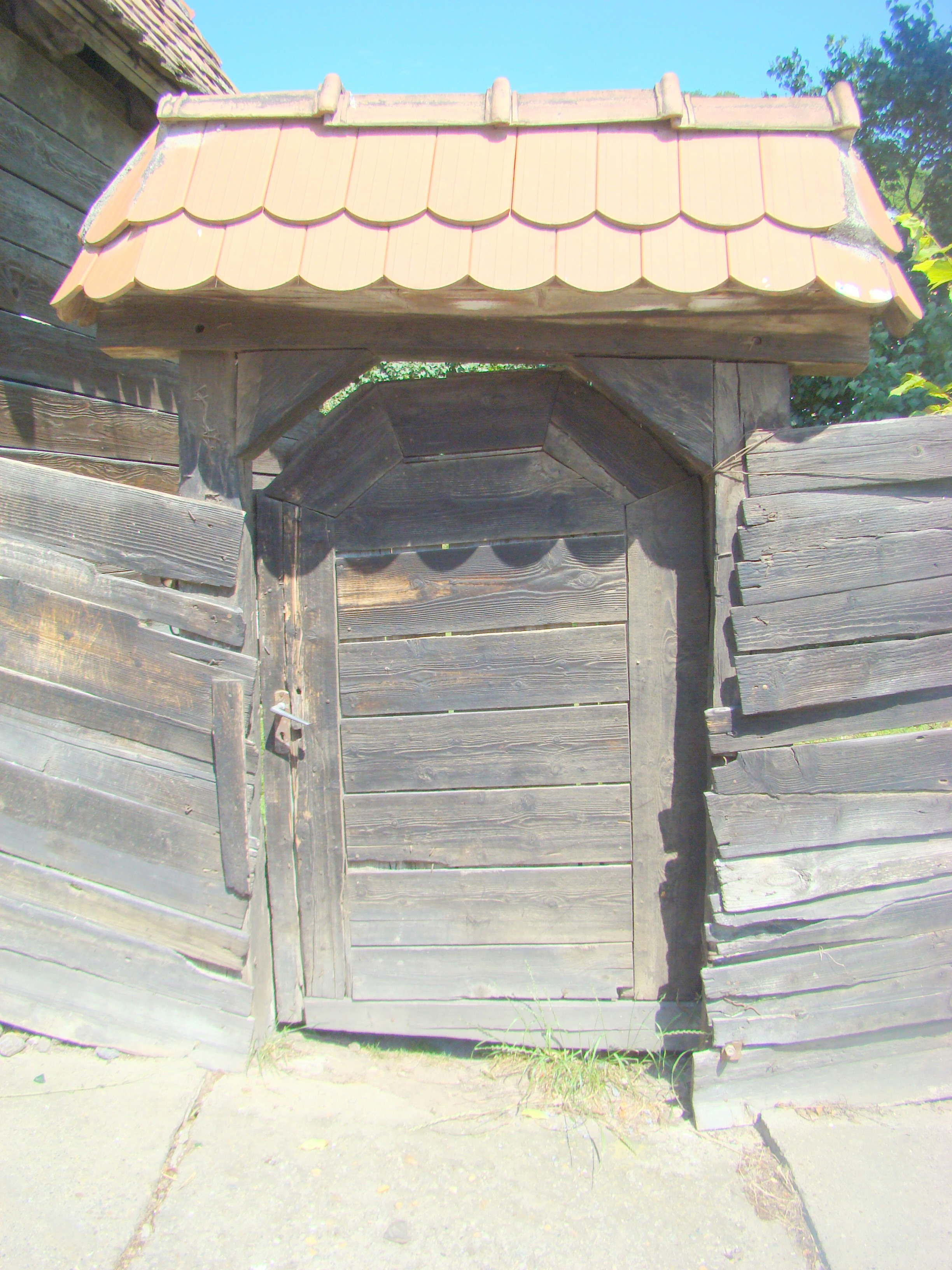
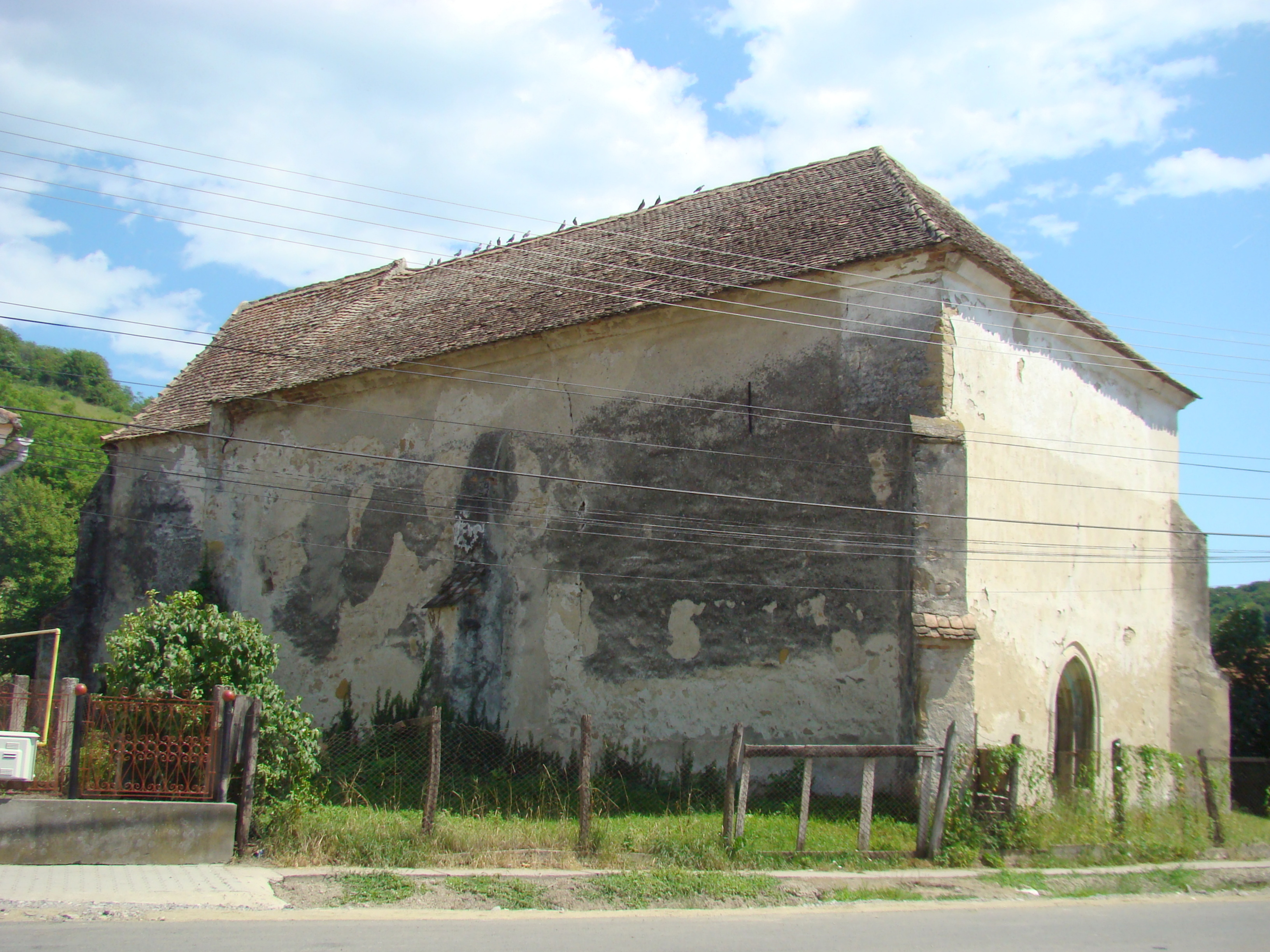
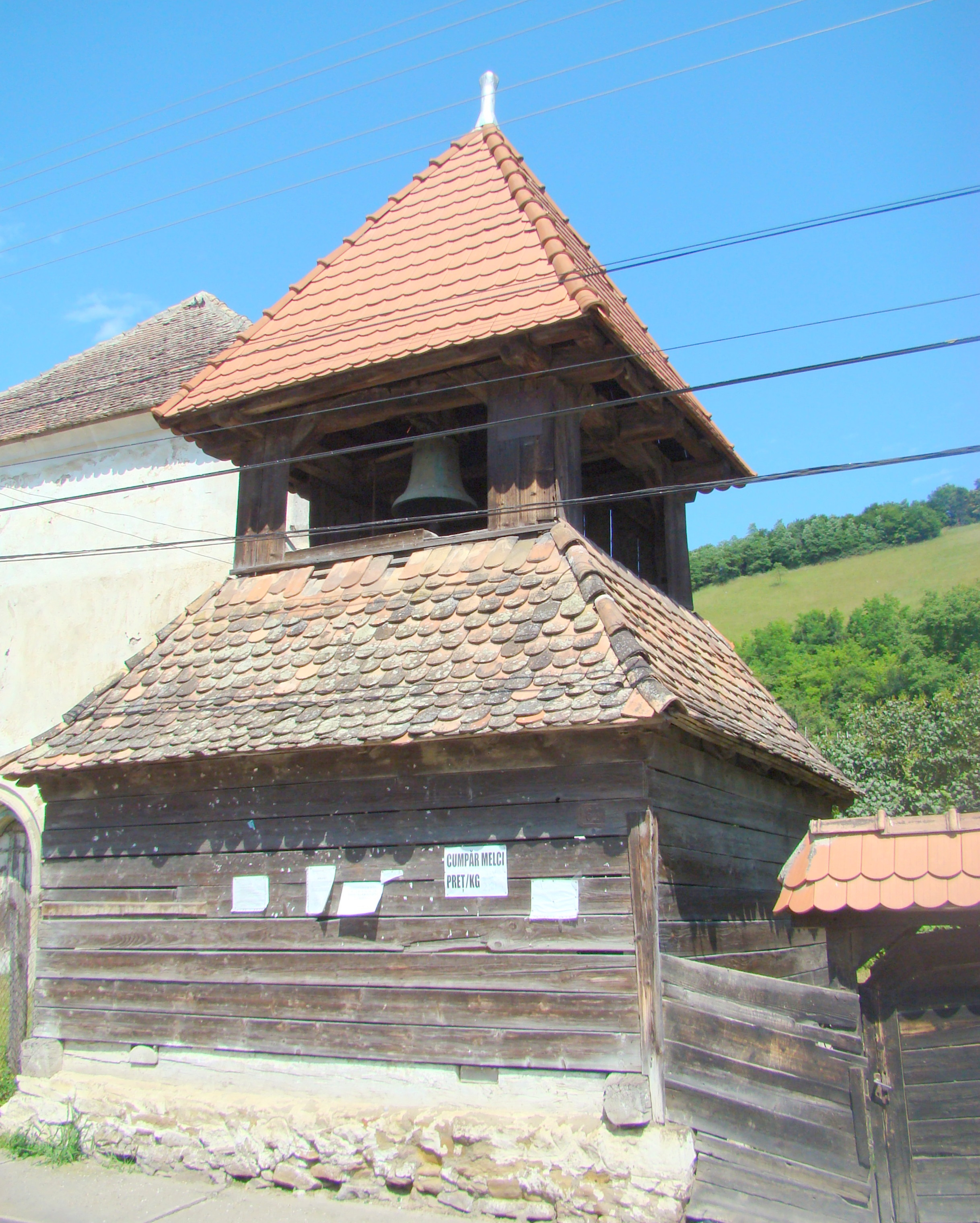
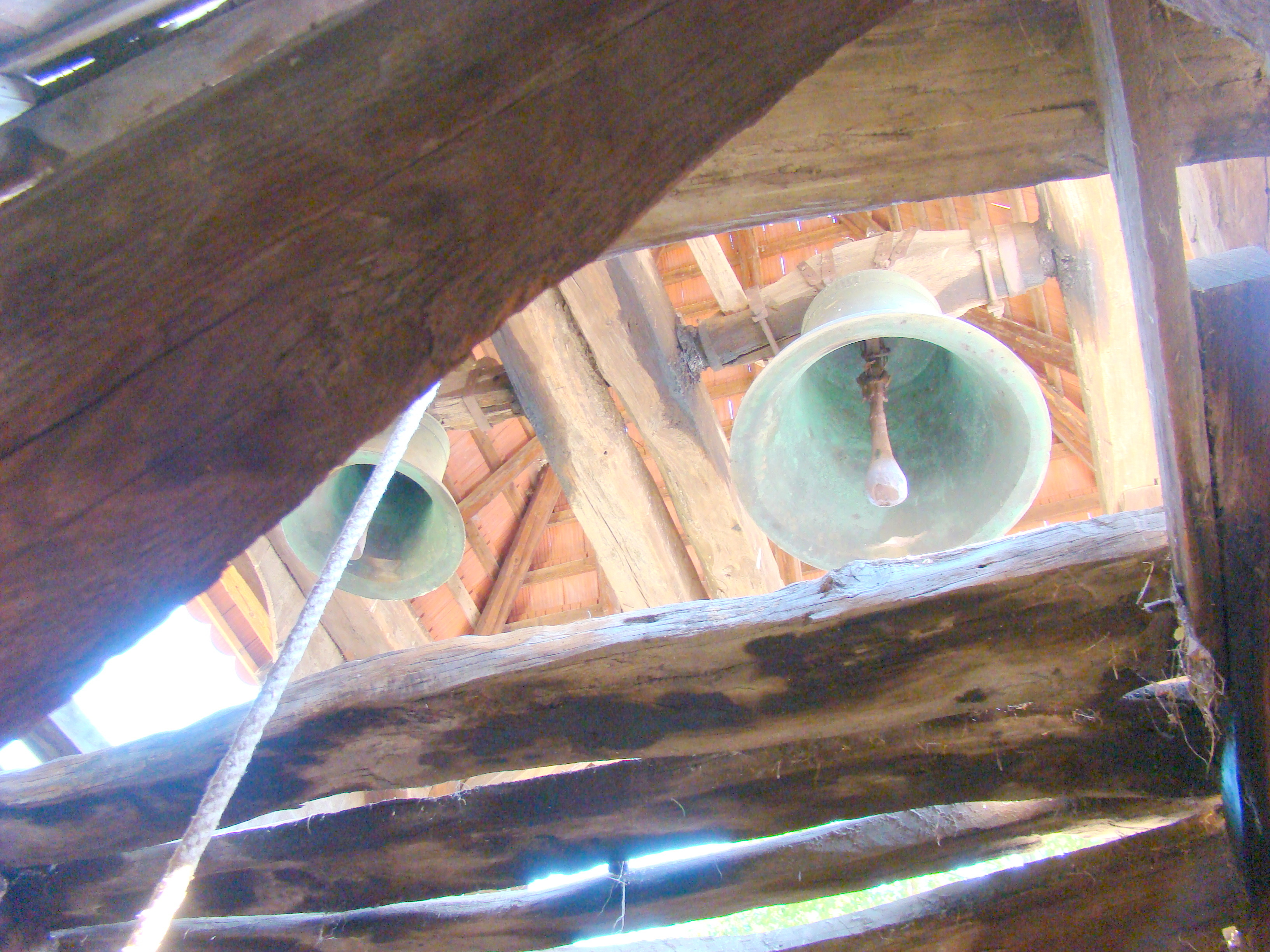
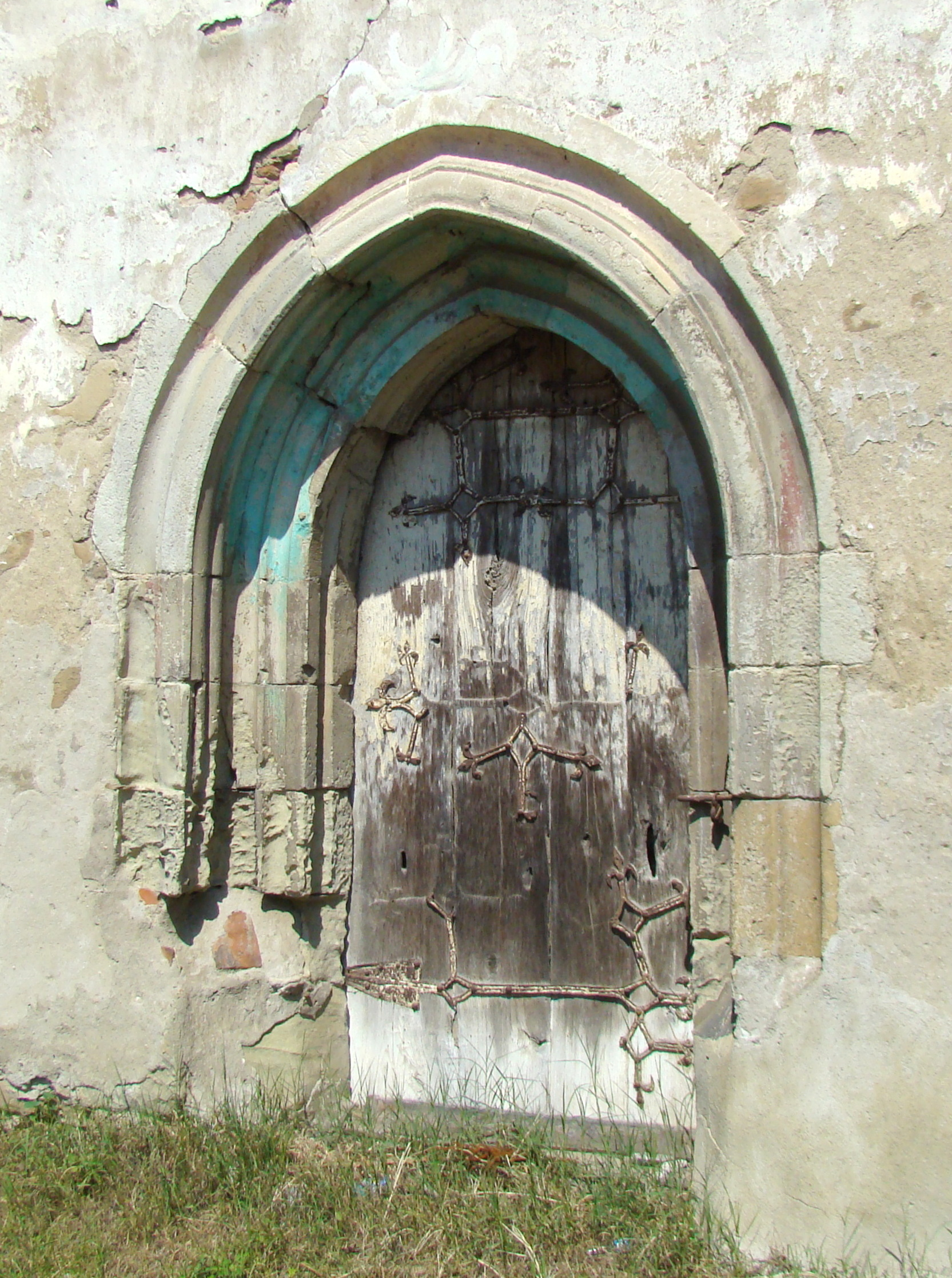
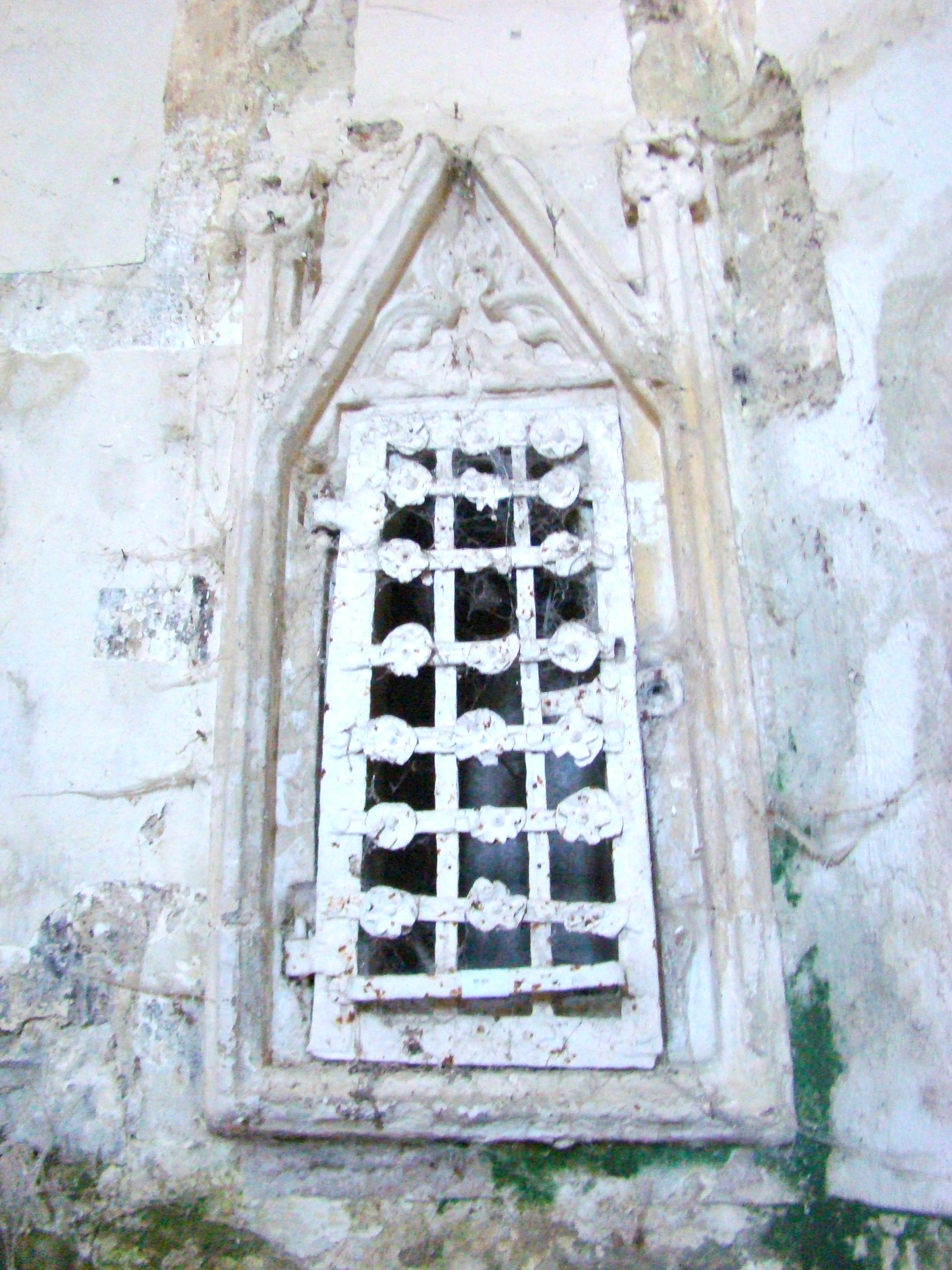
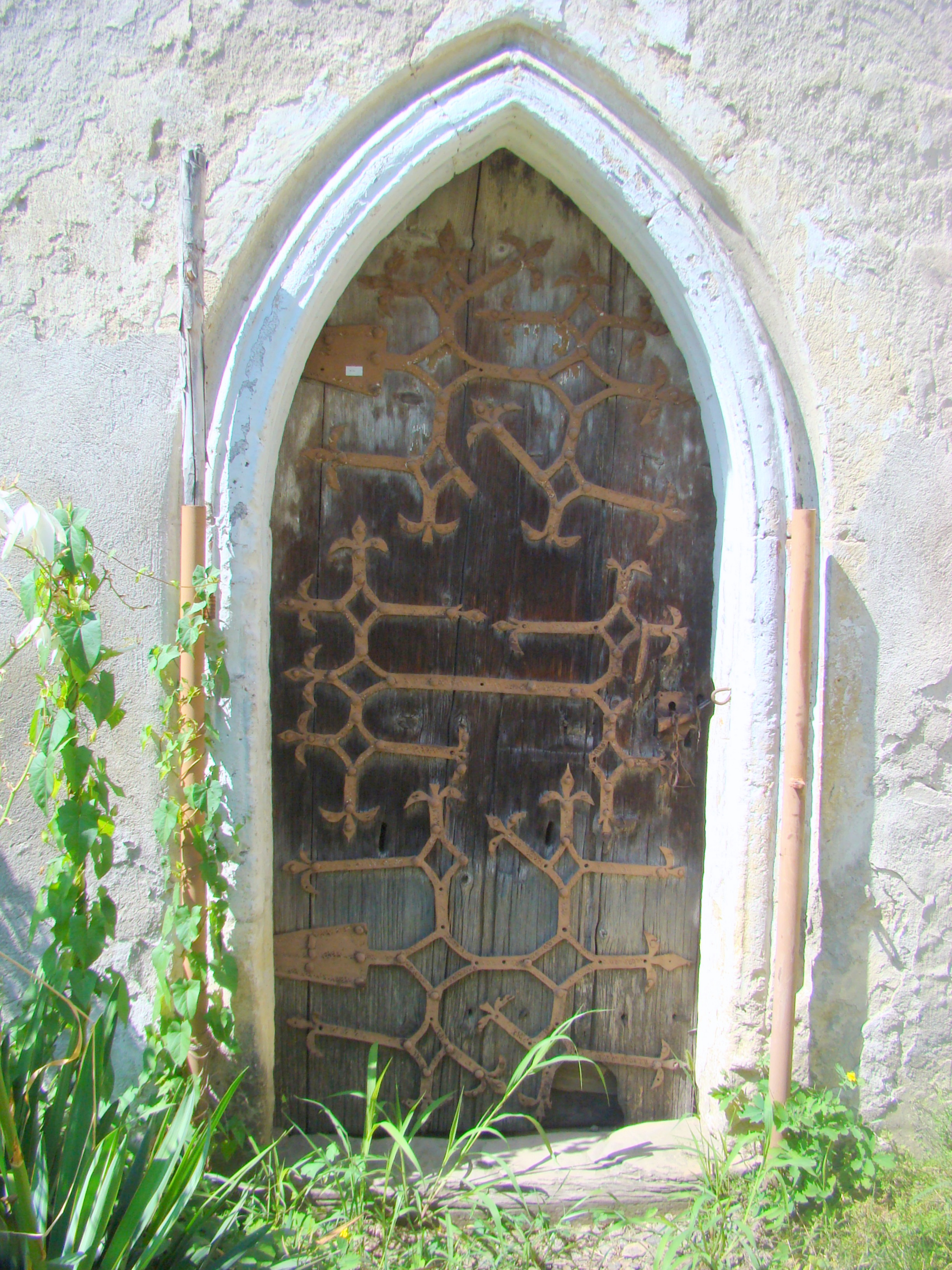
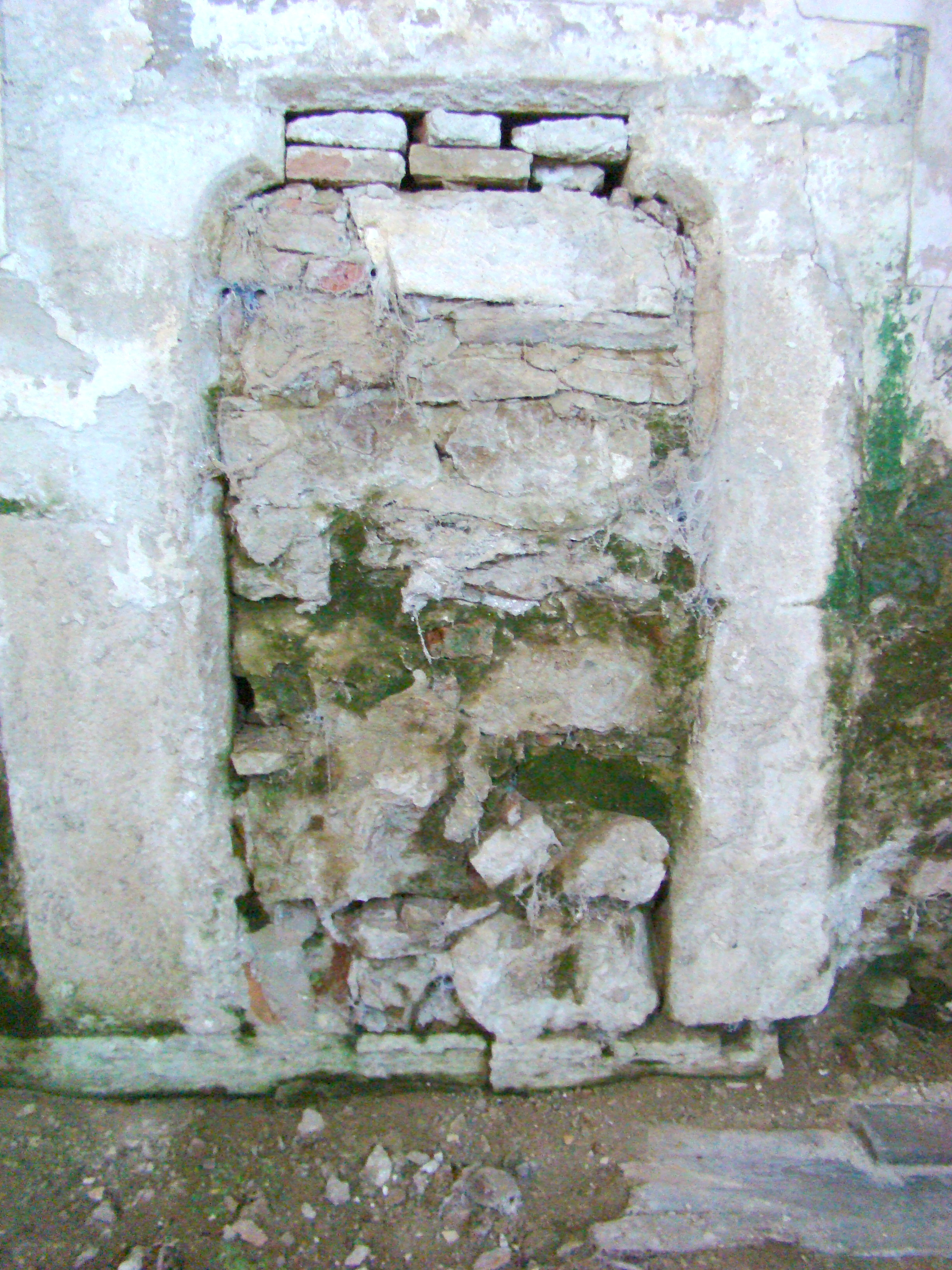
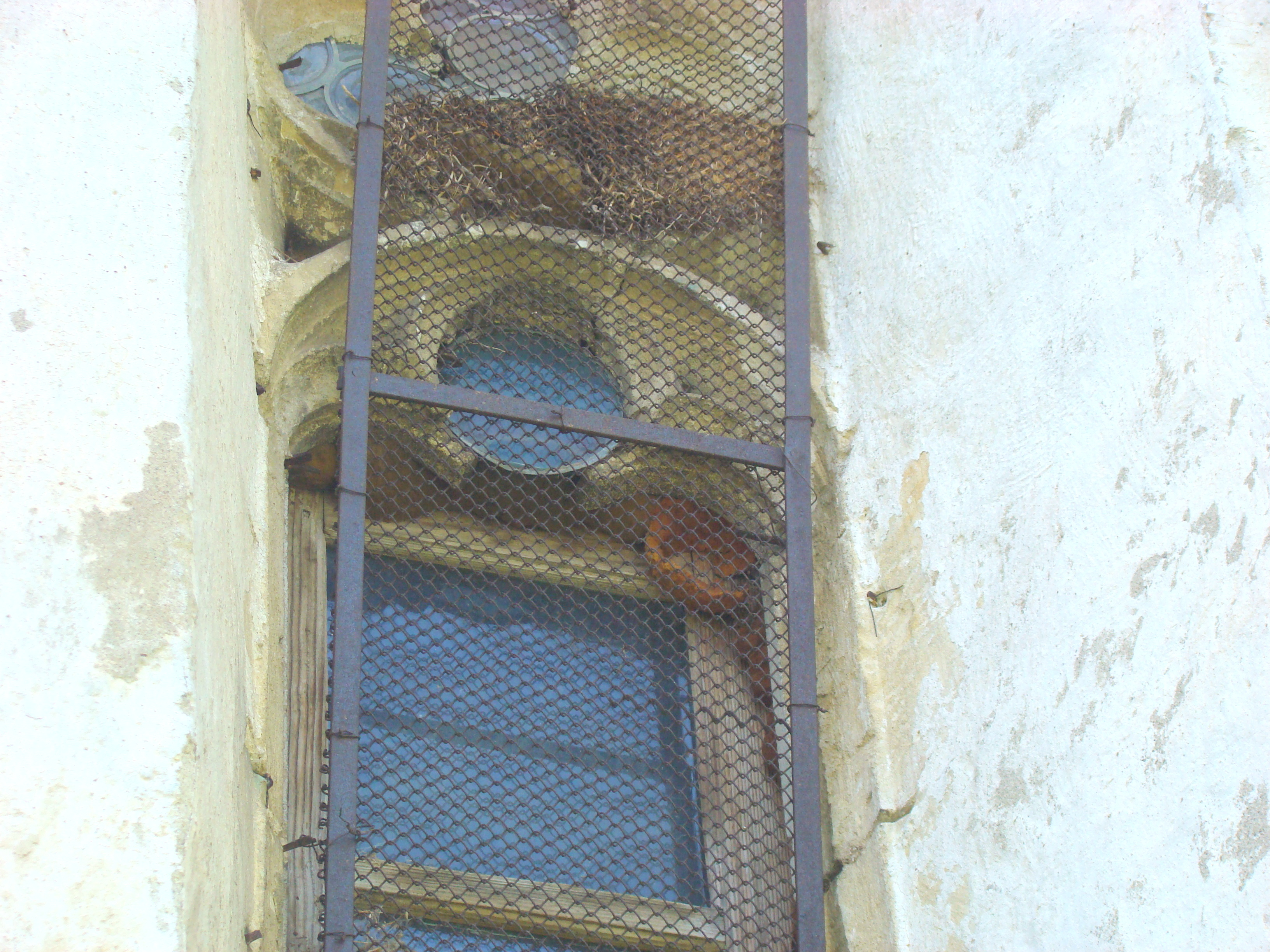
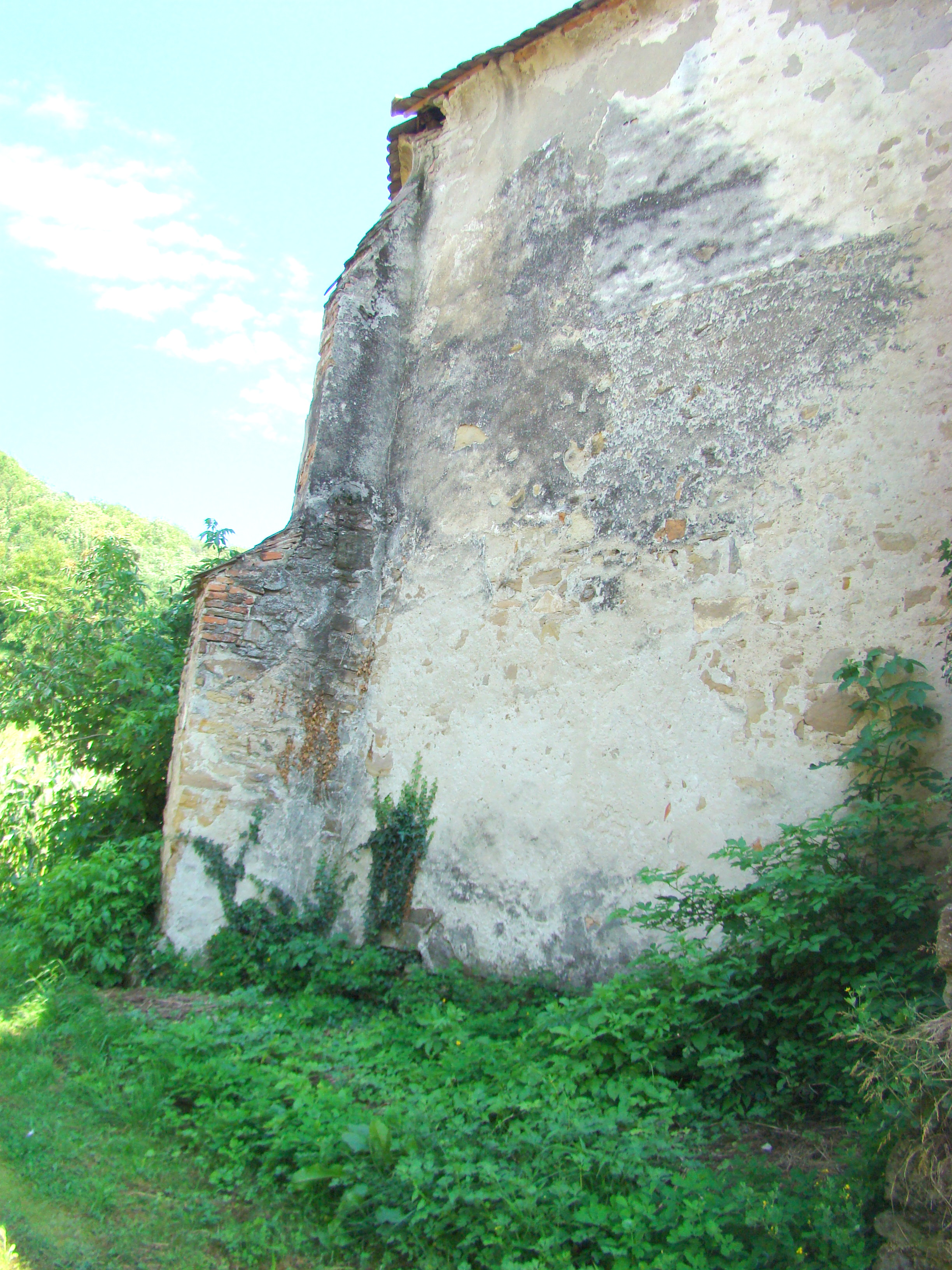
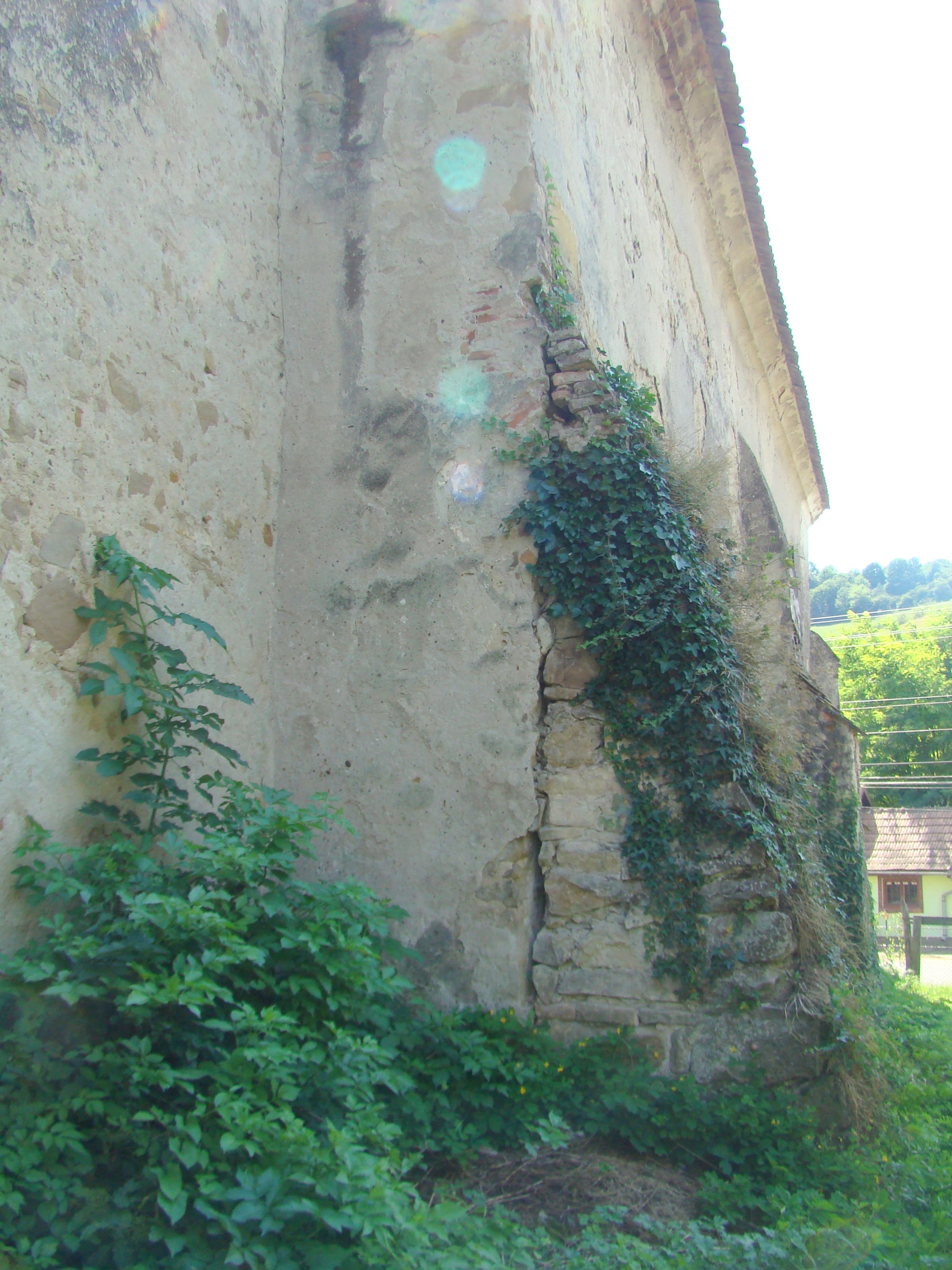
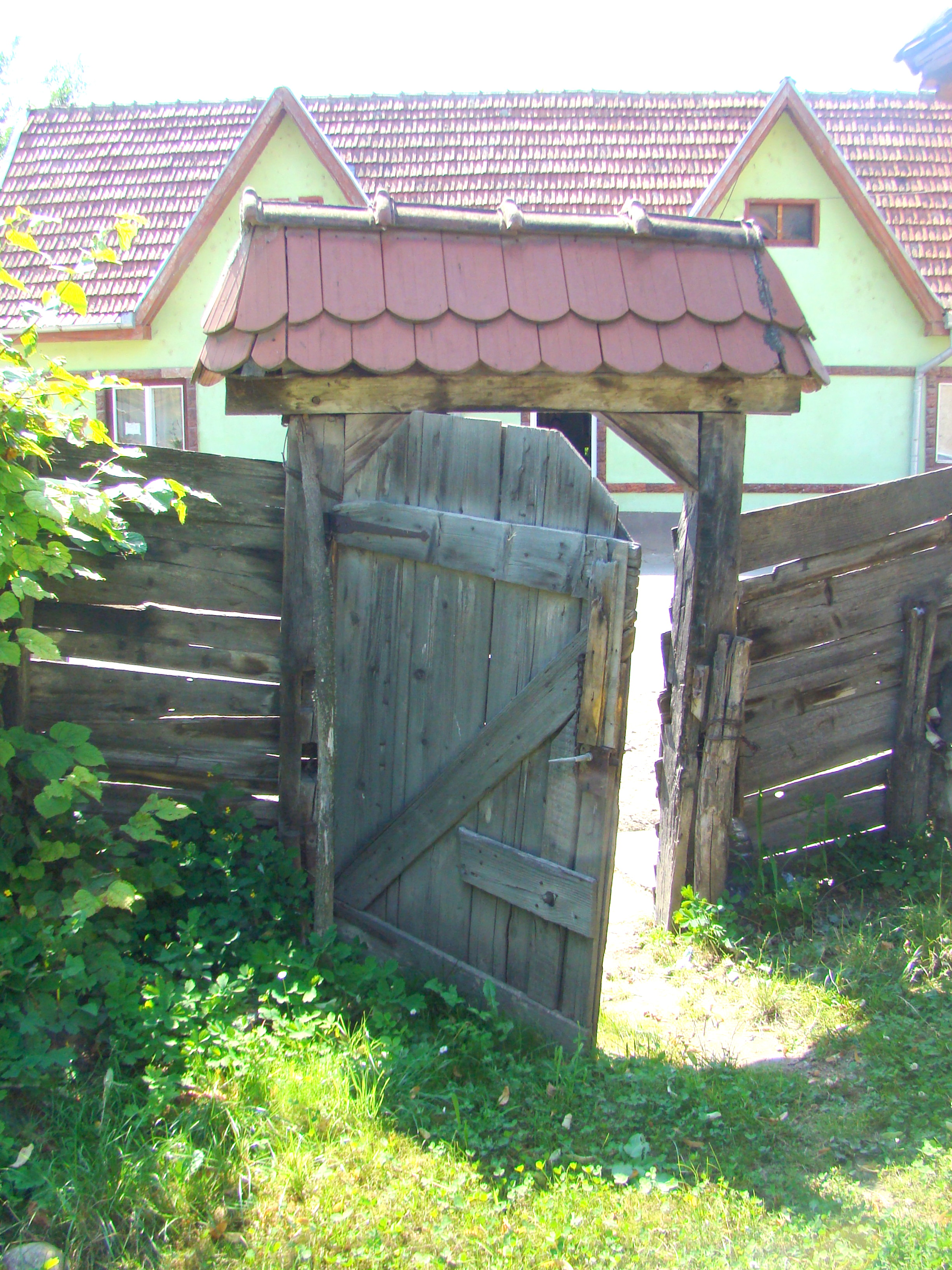

## Imagini din interior

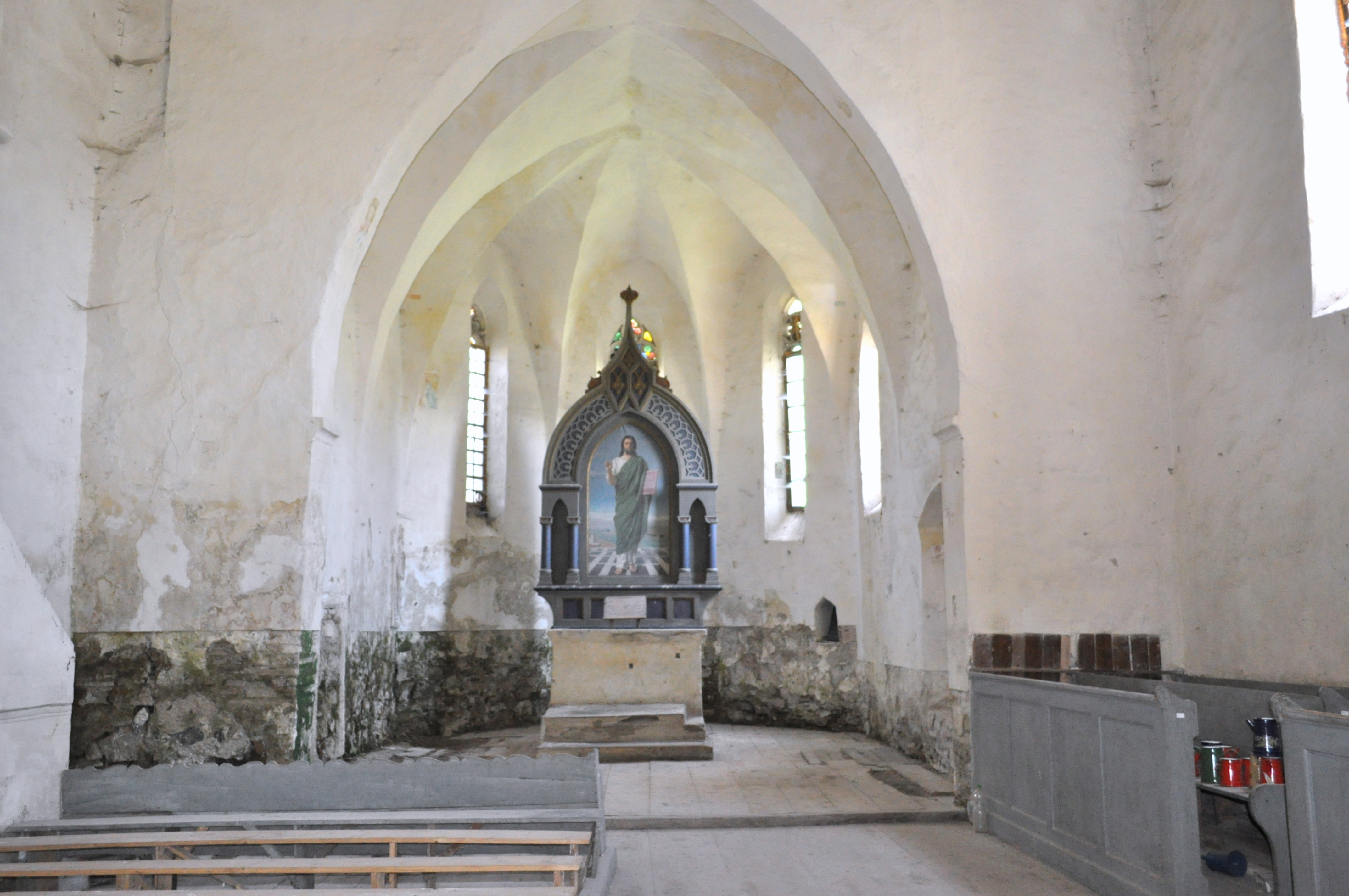
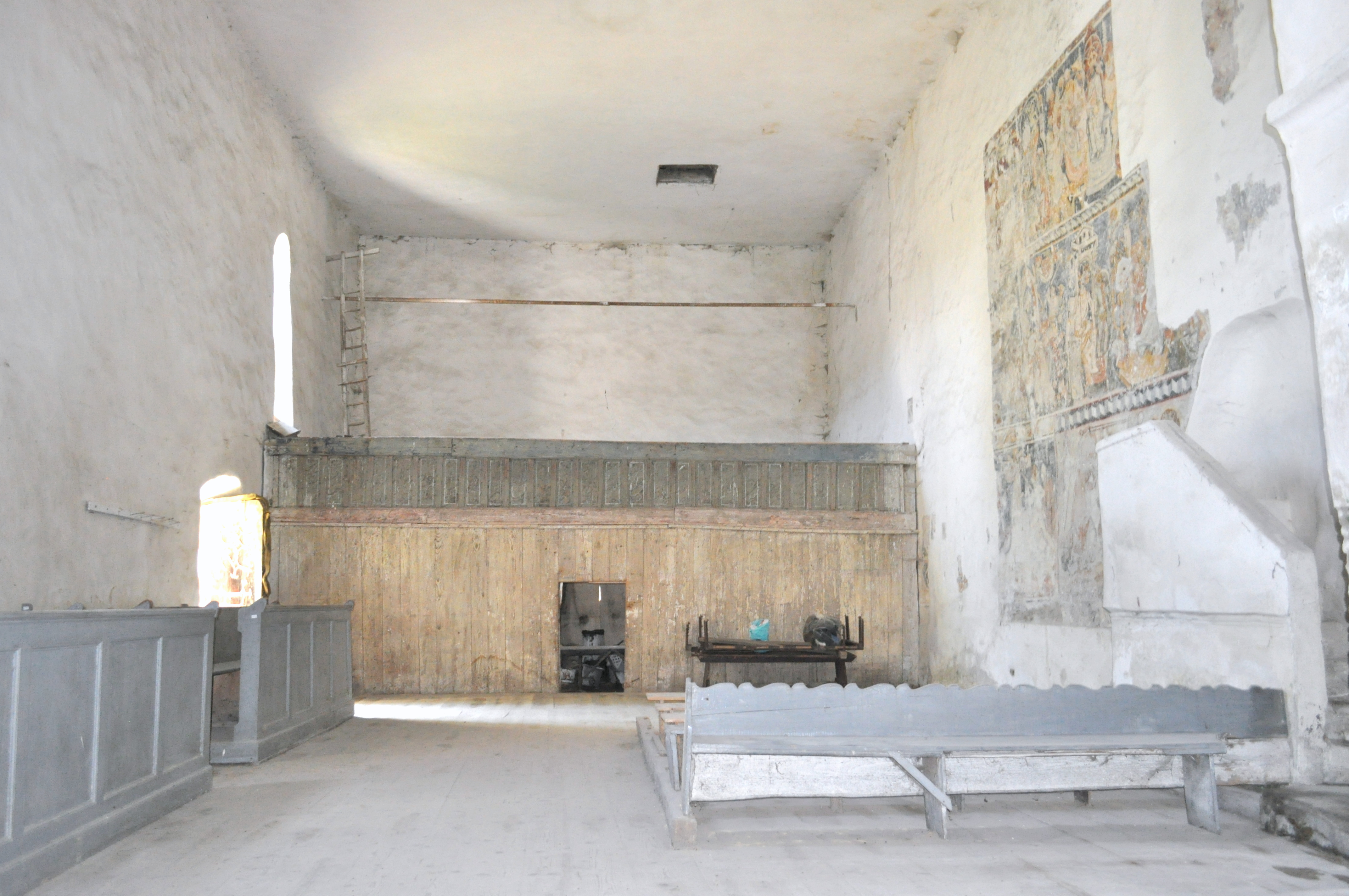
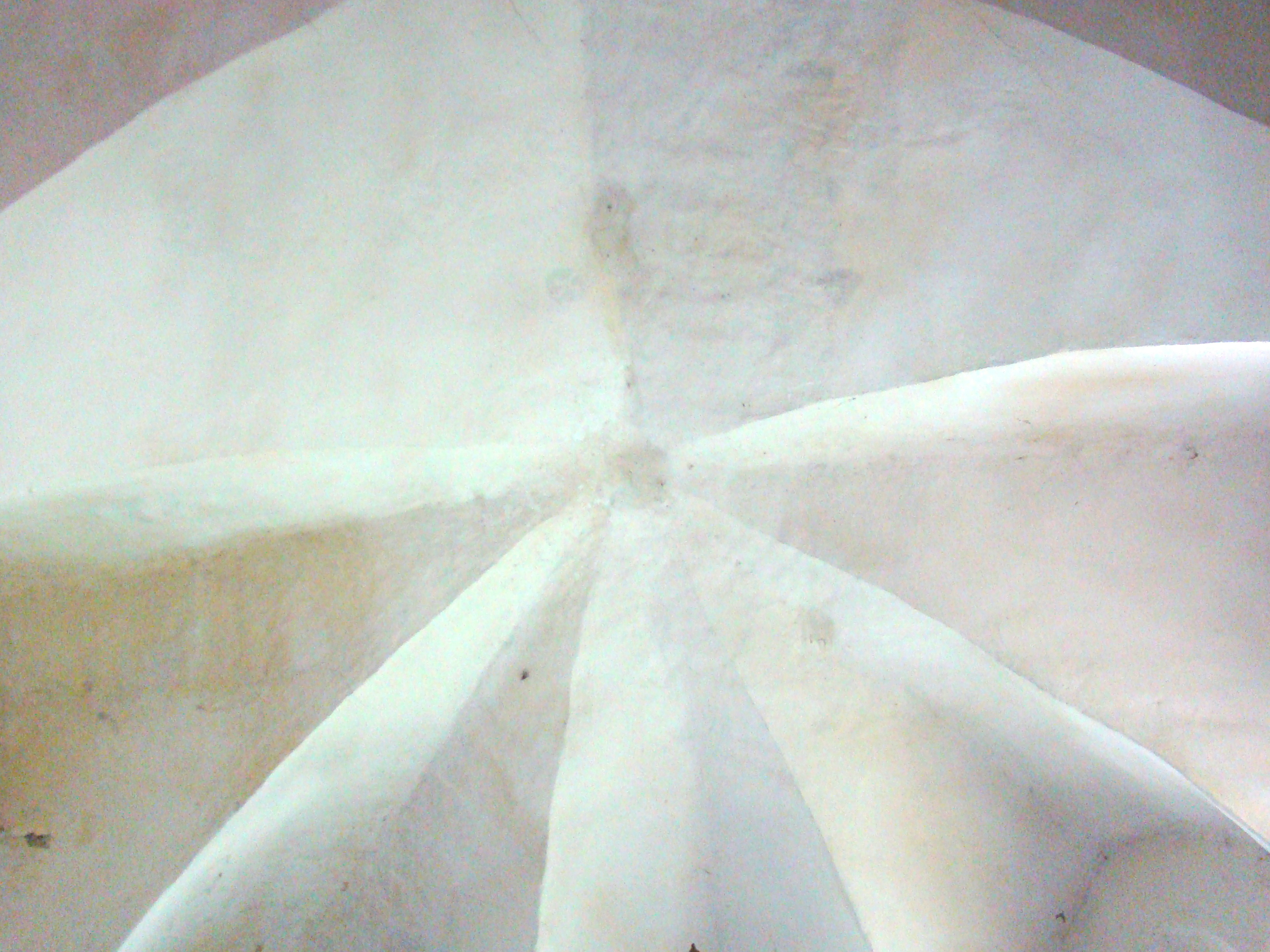
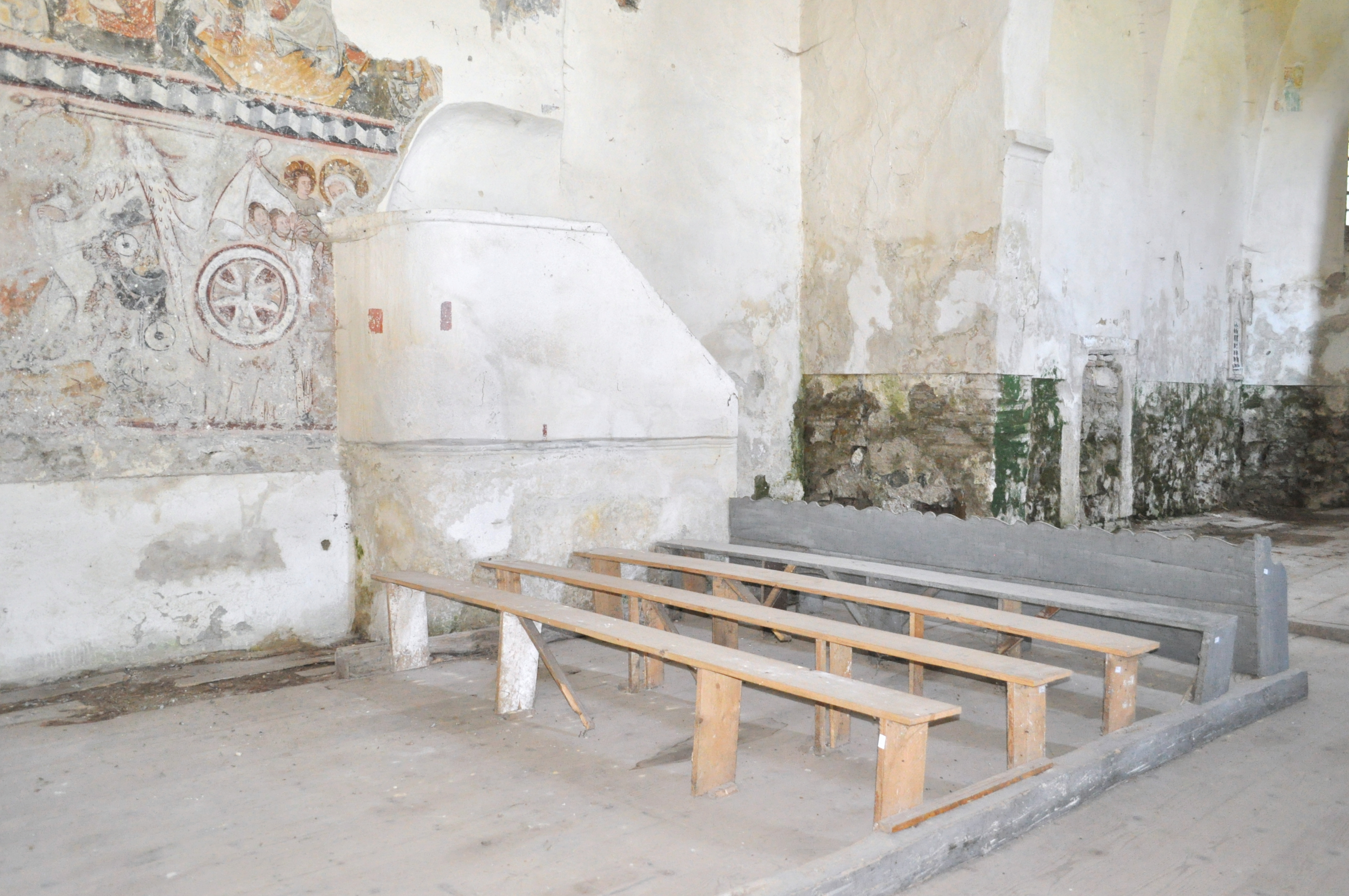
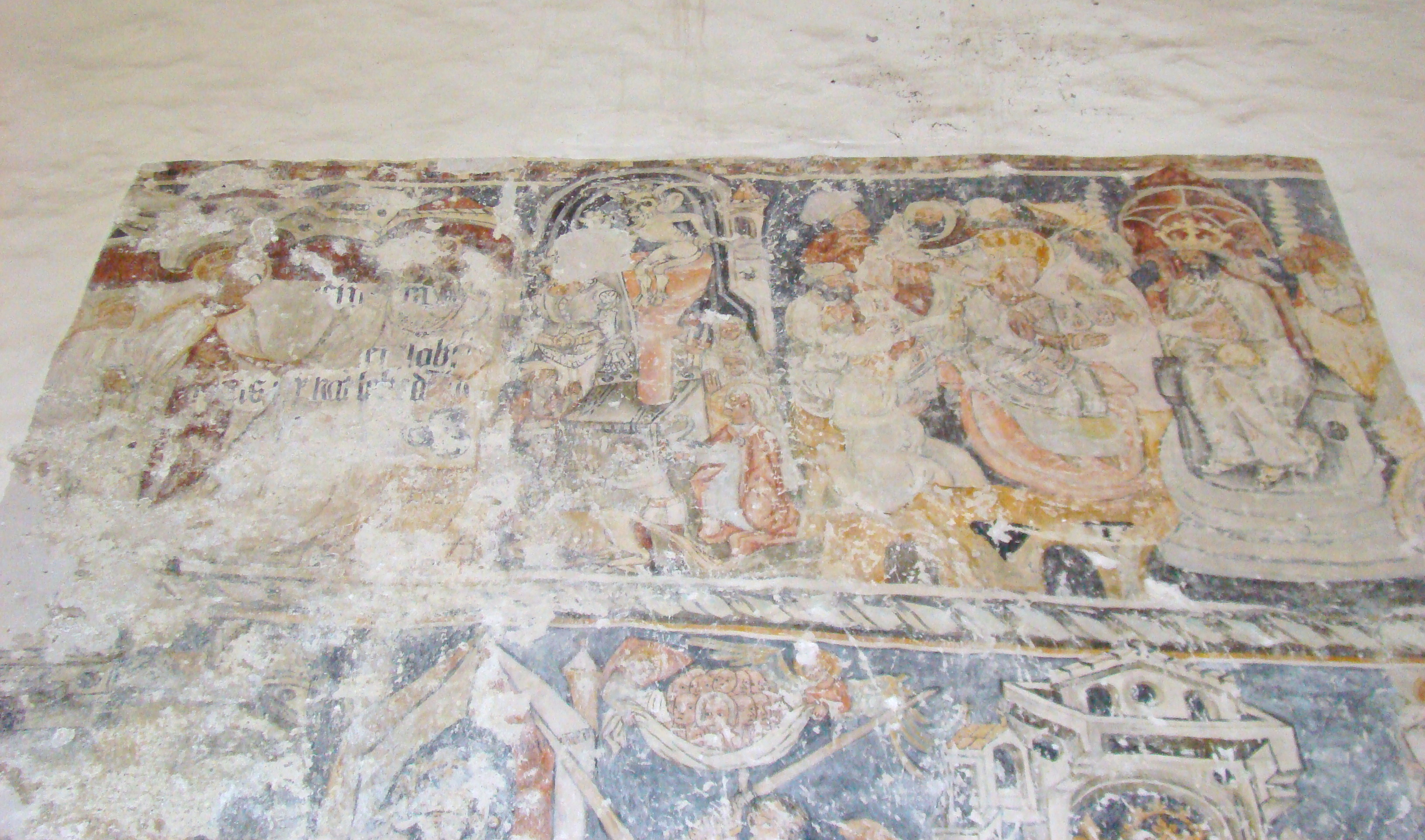
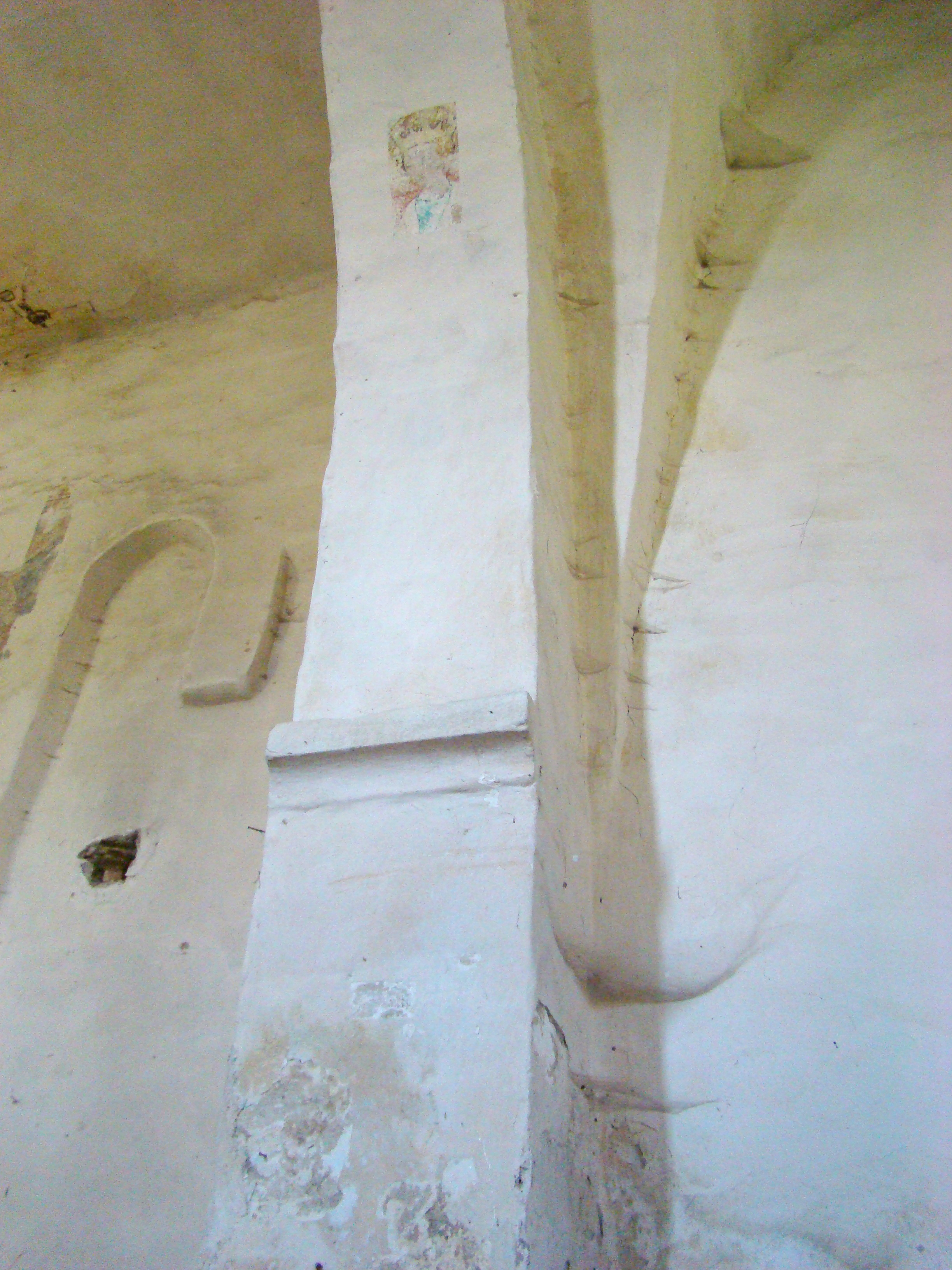
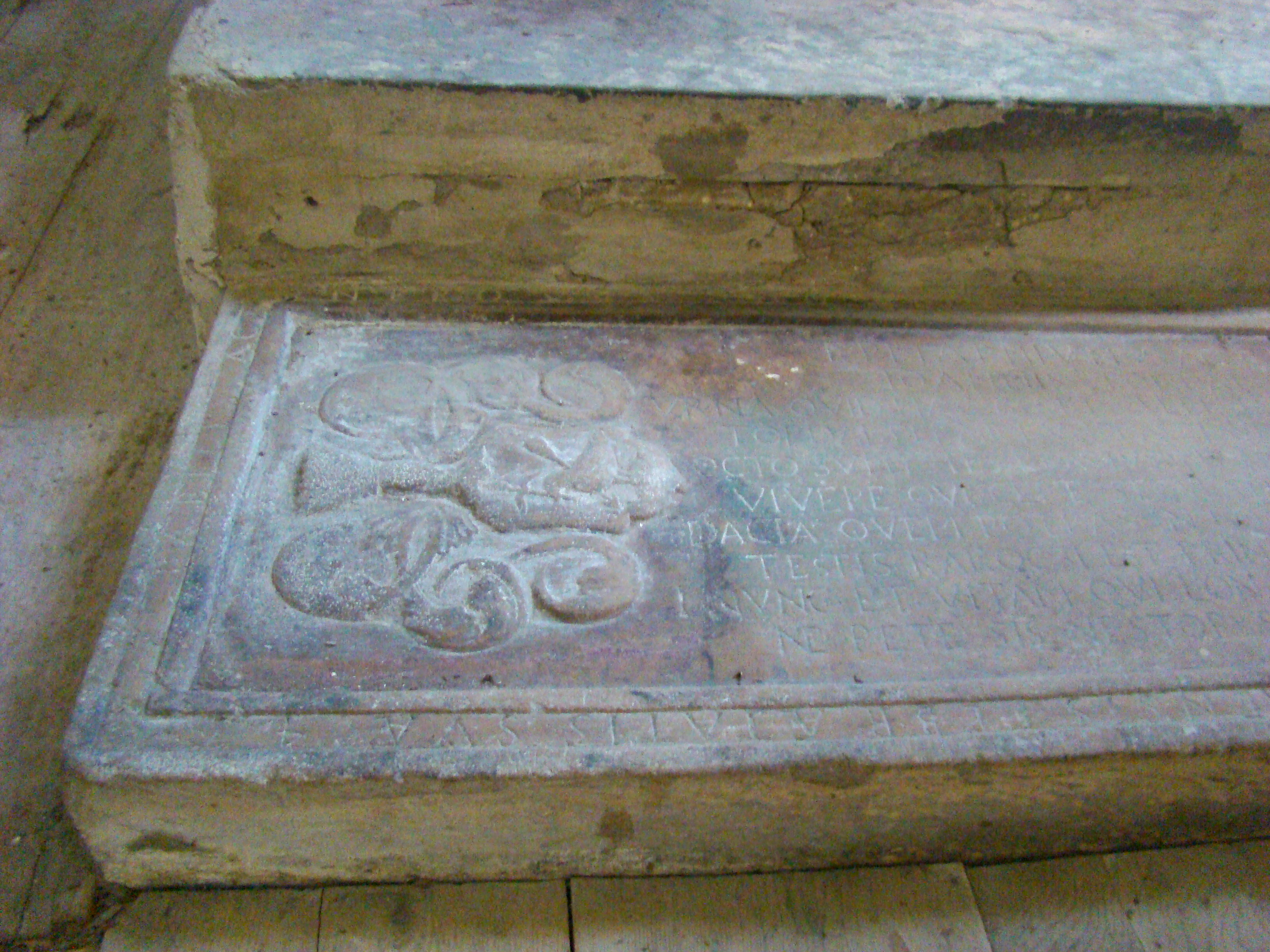
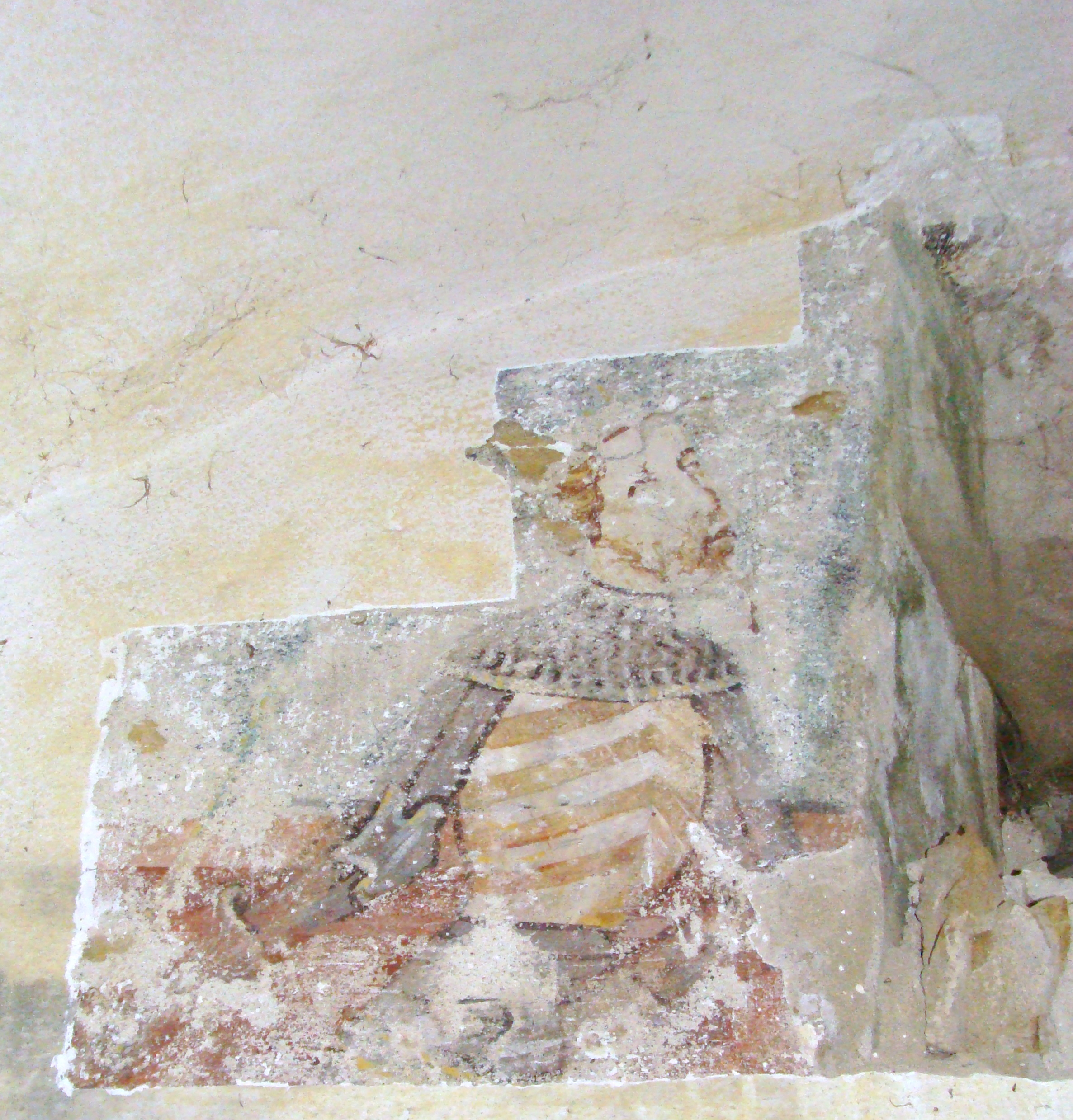
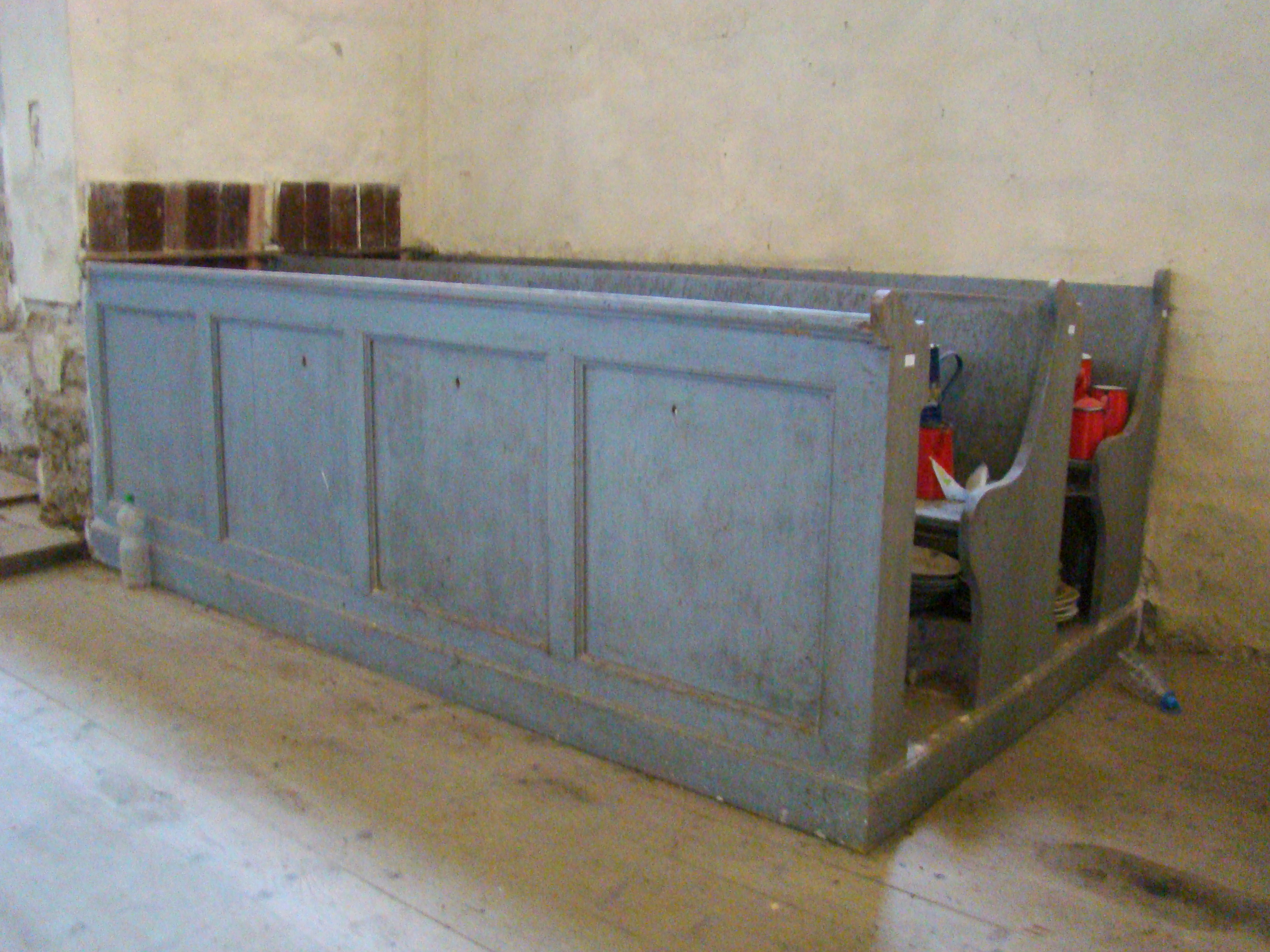
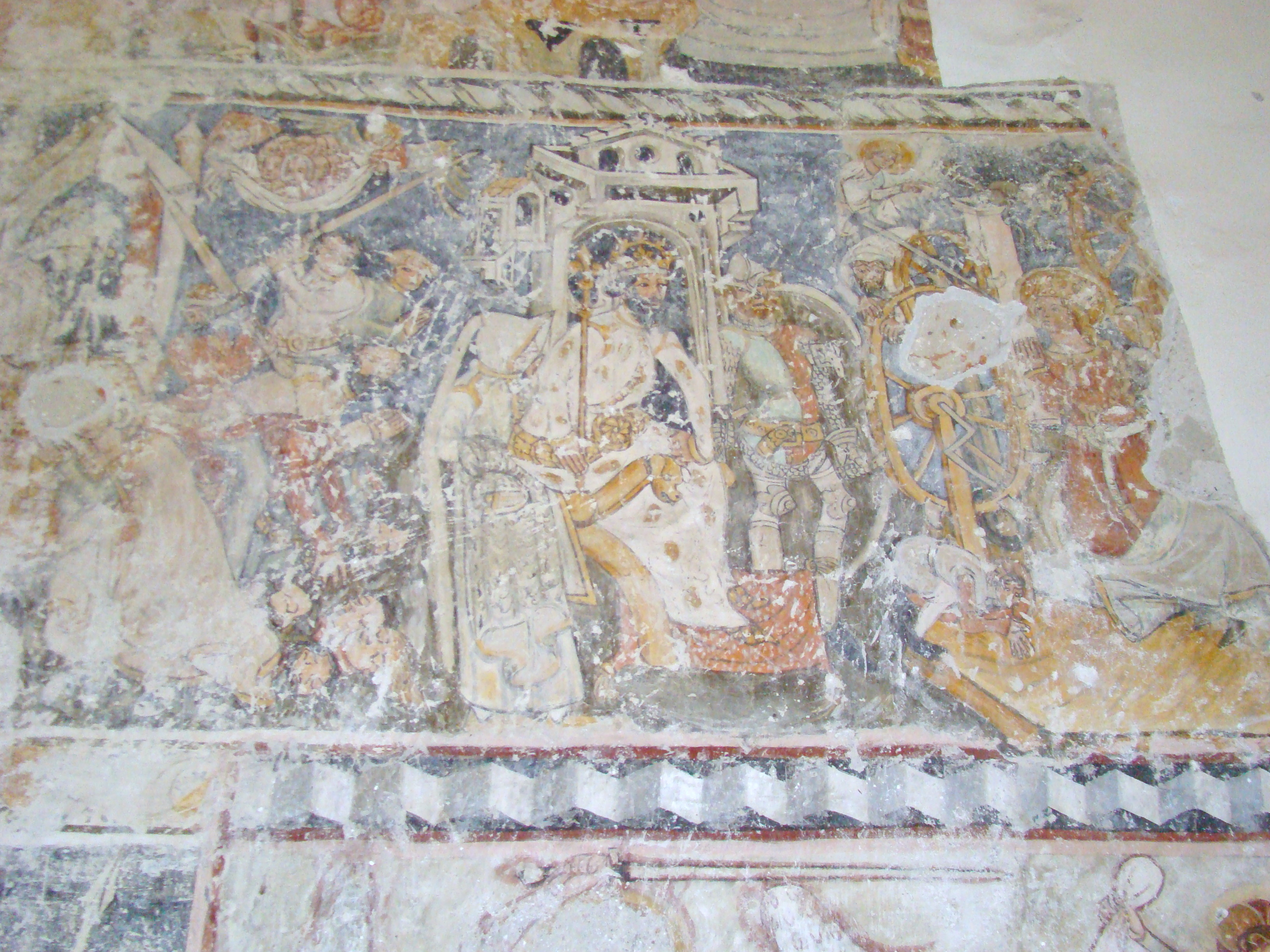
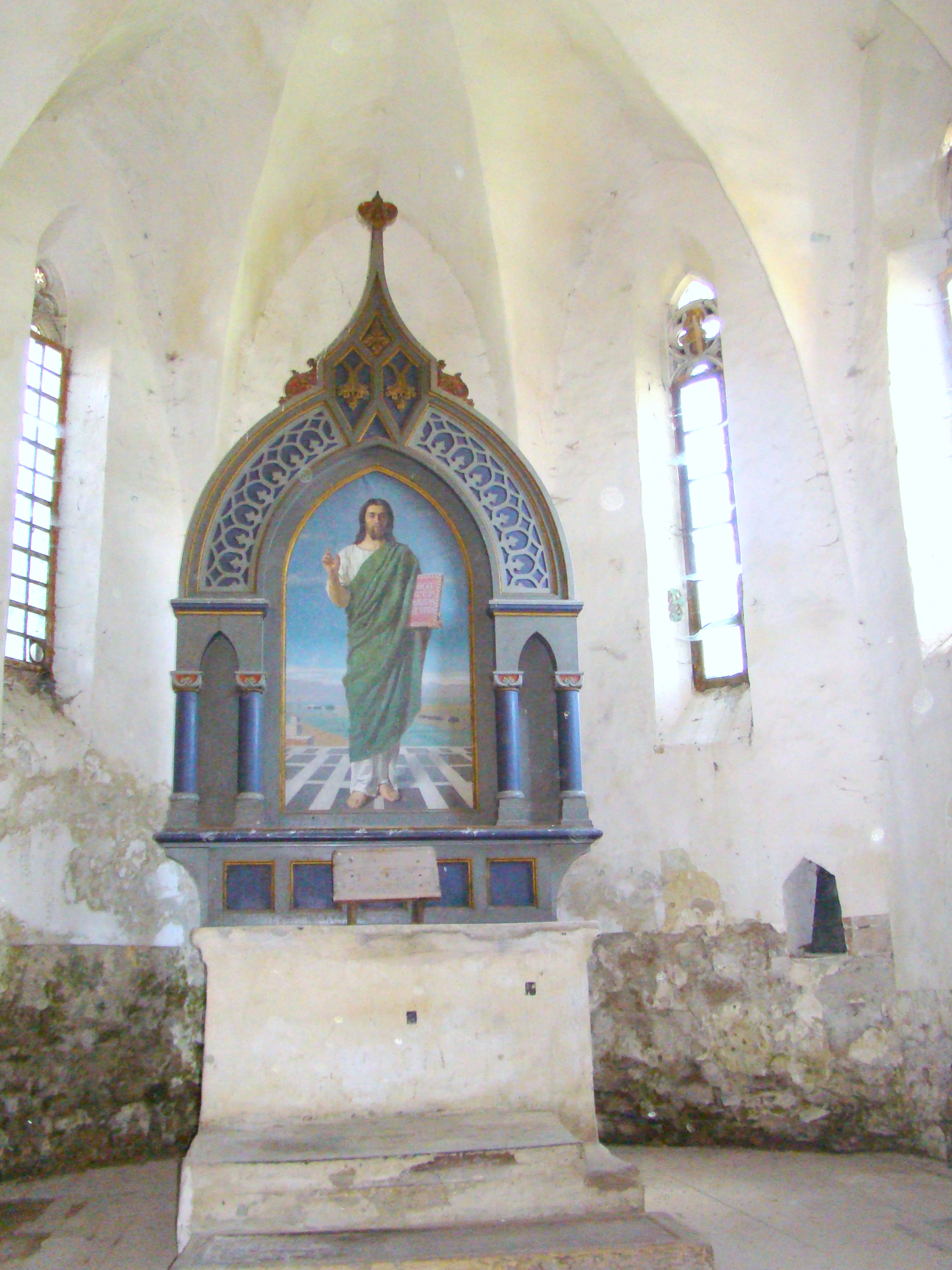
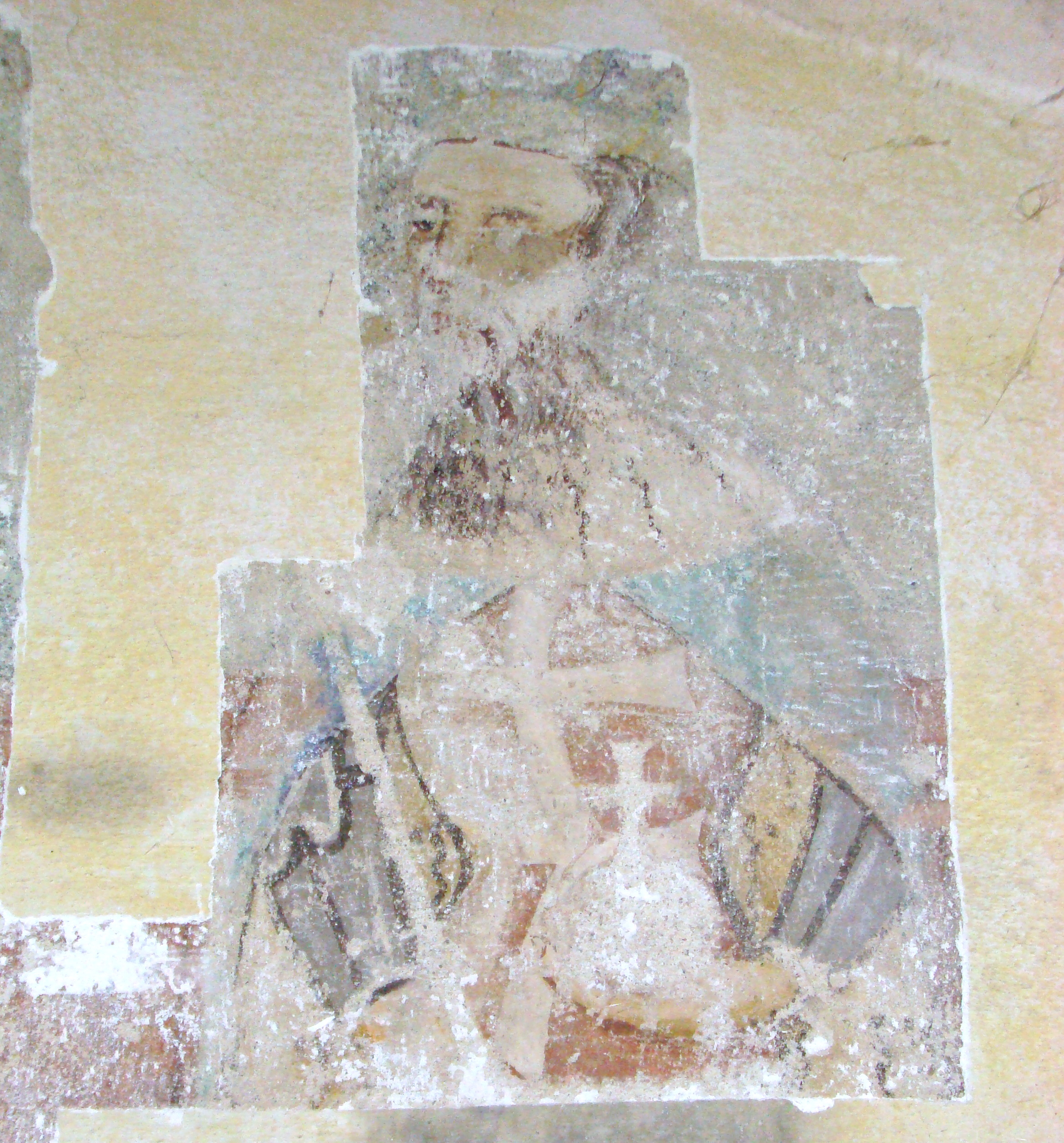

## Vezi și
- Șmig, Sibiu